# Supernatural (serie televisiva)
Supernatural è una serie televisiva statunitense di genere paranormale e drammatico creata da Eric Kripke e prodotta dal 2005 al 2020 per quindici stagioni.
Girata a Vancouver e in altre località della Columbia Britannica, la serie segue le vicende dei fratelli Sam e Dean Winchester, interpretati rispettivamente da Jared Padalecki e Jensen Ackles, cacciatori di demoni e altre figure del paranormale.
Supernatural è rimasta in fase di sviluppo per quasi dieci anni prima che Kripke riuscisse a lanciarla sul piccolo schermo: l'episodio pilota debuttò il 13 settembre 2005 sul network The WB, venendo seguito da quasi 5,7 milioni di persone, mentre dalla seconda stagione fu compresa nel palinsesto della nuova emittente The CW, nata dall'unione della stessa The WB e UPN. La serie è prodotta dalla Warner Bros. Television in associazione con Wonderland Sound and Vision; il team di produttori esecutivi comprende Kripke, McG e Robert Singer mentre l'ex produttore esecutivo Kim Manners morì di cancro ai polmoni durante la produzione della quarta stagione.
Originariamente Kripke aveva programmato la serie per tre stagioni, che successivamente divennero cinque: la quinta conclude infatti la trama principale dello show così come era stata immaginata dall'ideatore. Negli anni successivi, tuttavia, The CW continuò a rinnovare Supernatural per nuove stagioni: a seguito di ciò Kripke rimase come produttore esecutivo ma non più come showrunner, ruolo per il quale venne sostituito prima da Sera Gamble e poi da Jeremy Carver.
Dal 7 ottobre 2015 è andata in onda l'undicesima stagione, che rende la serie la più lunga del genere a essere trasmessa negli Stati Uniti, mentre l'11 marzo 2016 è stata confermata anche la produzione di una dodicesima stagione. L'8 gennaio 2017 la serie è stata ufficialmente rinnovata per una tredicesima stagione. Il 2 aprile 2018 la serie è stata ufficialmente rinnovata per una quattordicesima stagione, che è stata trasmessa a partire dall'11 ottobre 2018.
Il 31 gennaio 2019 Supernatural viene rinnovata per la quindicesima stagione, che nel marzo successivo viene confermato essere quella conclusiva. La messa in onda, tuttavia, subisce una lunga battuta d'arresto a causa della pandemia di COVID-19.

## Trama
Il 2 novembre 1983 la madre di Dean e Sam Winchester, Mary, perde la vita uccisa da un demone che incendia la loro casa. Il padre dei due bambini, John, inizia a educare i figli alla caccia del soprannaturale con lo scopo di trovare la creatura che uccise sua moglie e vendicarsene. Dean, il più grande dei due fratelli, segue alla lettera gli ordini del padre e passa l'infanzia a proteggere il fratello Sam, che invece dopo il liceo decide di abbandonare la caccia e di andare all'università.

### Prima stagione
John Winchester non si fa sentire da settimane. Dean decide di raggiungere il fratello all'università di Stanford, a Palo Alto, per chiedergli di aiutare a cercarlo. Sebbene Sam sia riluttante, la morte della fidanzata Jessica, avvenuta per mano del demone che uccise Mary ventidue anni prima, lo convince a tornare a cacciare. I fratelli scoprono l'identità della creatura, un demone dagli occhi gialli chiamato Azazel, e si ricongiungono al padre. John viene posseduto dal demone, che però riesce a fuggire prima che Sam trovi il coraggio di sparare al padre. L'ultima scena vede i fratelli Winchester con il loro padre vittime di un incidente d'auto causato da un demone, con Dean e John in fin di vita.

### Seconda stagione
John Winchester vende la propria anima ad Azazel in cambio della vita di Dean. Nonostante il lutto i fratelli continuano la caccia, decisi a ritrovare il demone. I due scoprono che ci sono altre persone che, come Sam, sono state avvicinate dallo stesso demone a sei mesi di vita e hanno in comune alcuni poteri paranormali. Azazel si prepara a combattere una guerra e ha bisogno di un soldato speciale, scelto tra questi individui, che assuma il comando di un esercito di demoni. Azazel raduna dunque i candidati in un villaggio disabitato e, dopo un susseguirsi di eventi, Sam viene pugnalato a morte da un altro dei prescelti, Jake. Un patto tra Dean e un demone degli incroci restituisce la vita a Sam. Azazel, con l'aiuto di Jake, riesce ad aprire una delle porte dell'Inferno, liberando centinaia di demoni; infine Dean lo uccide sparandogli con una speciale pistola costruita da Samuel Colt, in grado di uccidere quasi tutte le creature paranormali.

### Terza stagione
I fratelli Winchester cercano di salvare l'anima di Dean, al quale rimane solo un anno di vita. Ruby, un demone che offre a Sam il suo aiuto per salvare il fratello, gli rivela che a tenere il contratto è Lilith, uno dei demoni più antichi e potenti. I Winchester incontrano inoltre Bela Talbot, una ladra inglese di oggetti occulti che ruba loro la pistola speciale costruita da Samuel Colt tentando, invano, di salvarsi dal demone a cui ha venduto l'anima un anno prima. Sam e suo fratello tentano di avvicinarsi a Lilith per ucciderla, sperando di salvare in questo modo l'anima di Dean. Il piano tuttavia fallisce e il ragazzo muore, divorato dai segugi infernali.

### Quarta stagione
Dean fugge miracolosamente dall'Inferno, risvegliatosi confuso e frastornato in una tomba. È stato salvato da un angelo di nome Castiel per ordine di Dio, che ha bisogno del cacciatore per combattere la guerra che sta per iniziare. Sam ha ulteriormente sviluppato le sue capacità paranormali con l'aiuto di Ruby durante i mesi in cui Dean è deceduto. È presto rivelato che Dean è stato riportato alla vita per contribuire a fermare il piano di Lilith, che consiste nel rompere i sessantasei sigilli necessari per liberare Lucifero dalla sua gabbia e dare inizio all'Apocalisse. I sigilli, che non sono altro che atti di violenza e omicidio, si rompono uno dietro l'altro e neanche le forze del Paradiso sembrano bastare per fermarli. Dean e Sam si allontanano sempre di più, poiché il primo ha paura delle decisioni del fratello che, dietro suggerimento di Ruby, beve sangue demoniaco per rafforzare i suoi poteri. Castiel rivela a Dean il suo destino, ovvero fermare l'avanzata di Lucifero e impedire l'Apocalisse. Incontrano inoltre un uomo di nome Chuck, che si rivelerà essere un profeta del Signore, e i due cacciatori scoprono di avere un altro fratello, Adam. L'ultimo sigillo da spezzare è il sacrificio stesso di Lilith. Sam, credendo di potere porre fine al ritorno di Lucifero con i suoi poteri, viene spinto da Ruby a uccidere il demone. Dean, rallentato dall'angelo Zaccaria, il capo di Castiel, non raggiunge in tempo il fratello per evitare la rottura dell'ultimo sigillo. I due Winchester non possono fare altro che assistere impotenti alla liberazione di Lucifero.

### Quinta stagione
Lucifero si risveglia e ha inizio l'Apocalisse. Egli, che come tutti gli angeli ha bisogno di un corpo umano in cui vivere, trova il suo tramite in Nick, un uomo cui è stata uccisa la famiglia e desideroso di vendetta. Gli angeli sperano nella discesa in campo dell'arcangelo Michele, colui che scacciò Lucifero dal Paradiso. Successivamente viene rivelato che nella guerra a venire Sam e Dean sono destinati a essere il tramite rispettivamente di Lucifero e di Michele, ma nessuno dei due è disposto ad accettare tale responsabilità. L'arcangelo Gabriele propone ai Winchester un metodo alternativo per fermare Lucifero: catturarlo e imprigionarlo nella gabbia da cui è stato liberato. Per riaprirla sono però necessarie quattro chiavi, che corrispondono ai quattro anelli dei Cavalieri dell'Apocalisse: Guerra, Carestia, Pestilenza e Morte. I Winchester riescono a impadronirsi degli anelli dei primi tre, mentre il quarto viene offerto a Dean da Morte stesso a patto che non si opponga alla scelta di Sam di diventare il tramite di Lucifero. Michele si impadronisce di Adam, fratellastro dei Winchester per parte di padre, mentre Sam si offre come tramite a Lucifero, nella speranza di riuscire a uccidere l'Angelo trascinando il proprio corpo posseduto all'Inferno. Il piano fatica a compiersi, fino a quando Sam riesce a trovare la forza per controllare Lucifero, trascinando sé stesso e l'arcangelo Michele nella gabbia. Dean, perduto il fratello, decide d'iniziare una nuova vita abbandonando quella da cacciatore.

### Sesta stagione
Senza l'arcangelo Michele alla guida degli angeli è guerra civile in Paradiso, e l'arcangelo Raffaele brama il trono. Come promesso al fratello, Dean si costruisce una vita normale, andando a vivere con la sua vecchia fiamma Lisa. Dopo un anno sull'uscio di casa si ripresenta Sam, che gli fa sapere di essere stato riportato in vita insieme a Samuel Campbell, loro nonno materno. Dean presto si accorge che Sam durante le missioni è molto più efficiente e spietato, freddo e calcolatore. Chiedendo quindi aiuto a Castiel, impegnato nella guerra contro Raffaele, il gruppo scopre che il suo corpo è stato riportato sulla Terra senz'anima. Dean fa un patto con Morte, che riporta l'anima di Sam nel corpo del ragazzo, bloccandogli però il ricordo degli eventi vissuti nella gabbia con Michele e Lucifero, che sarebbero in grado di farlo impazzire. Nel frattempo Crowley, ex demone degli incroci e ora nuovo re degli Inferi, rapisce e tortura gli Alpha dei mostri per avere informazioni sul Purgatorio, mitico piano d'esistenza popolato dalle defunte creature soprannaturali. Un gruppo di draghi riesce a liberare Eva, la "madre di tutte le cose", la quale vuole vendicarsi di Crowley e uccidere la maggior parte degli esseri umani attraverso la creazione di nuovi mostri perfetti per far regnare le sue creature sulla Terra. Sam e Dean, dopo aver affrontato le nuove creature, riescono a sconfiggere Eva e a rispedirla in Purgatorio. Castiel ammette di essersi alleato segretamente con Crowley che, come l'angelo, vuole trovare l'ingresso per il Purgatorio per impossessarsi delle anime in esso contenute. Il demone rapisce Lisa e suo figlio Ben per usarli contro Sam e Dean e convincerli a non fermare i loro piani; non condividendo il suo operato, Castiel tradisce il loro patto e batte Crowley sul tempo, aprendo il Purgatorio per conto suo: una volta impadronitosi dell'energia delle anime la sua natura angelica subisce un'evoluzione e l'angelo si proclama come nuovo Dio.

### Settima stagione
Castiel si trova sopraffatto da tutto il potere che ha acquisito e comprende il suo errore quando scopre che, oltre alle anime, ha assorbito anche i Leviatani, spietate creature primordiali. Nel tentativo di restituire tutte le anime nel Purgatorio, non riesce a liberarsi dei Leviatani che cancellano la memoria e la volontà di Castiel facendolo annegare in un lago. Attraverso l'acqua in cui si sono immersi, viaggiano per trovare e impossessarsi di tramiti umani: scopo dei leviatani è infatti quello di conquistare l'umanità rendendola cibo a loro disposizione. Sam e Dean cercano di fermare la nuova minaccia ma, mentre Sam è in preda a forti allucinazioni causate dai ricordi dell'Inferno, Dean non riesce più a trovare fede in niente e nessuno, ancora sconvolto dal tradimento e dalla morte di Castiel. Il capo dei leviatani, l'imprenditore Dick Roman, oltre a diventare una figura politica di spicco, costruisce anche delle fabbriche di alimenti, apparentemente sani, che nascondono sostanze che rendono l'uomo più incline a farsi divorare. Durante uno dei tentativi dei fratelli Winchester di impossessarsi dei progetti della nuova fabbrica viene colpito mortalmente il fedele Bobby che, contro tutti i principi di un cacciatore, per potere rimanere a fianco dei ragazzi diventa un fantasma. La pazzia di Sam lo sta riducendo in fin di vita e Dean, non potendo sopportare di vedere morire anche il fratello, viene indirizzato a un nuovo santone, Emmanuel, che altri non si rivela che Castiel, privo di memoria e inconsapevole della sua natura divina. Purtroppo Castiel, dopo avere recuperato memoria e trench grazie a Dean e all'intervento della demone Meg, non è in grado di sanare la ferita di Sam, ma solo di spostarla verso sé stesso. Sam è quindi libero dalle sue visioni, ma Castiel resta in manicomio in stato catatonico, fino a quando non compare un nuovo profeta, Kevin Tran, che rivela ai cacciatori come uccidere i leviatani. I fratelli, grazie all'aiuto di Castiel, riescono a salvare nuovamente l'umanità; ma nel rispedire Dick nel Purgatorio anche Castiel e Dean rimangono intrappolati.

### Ottava stagione
Dopo avere passato un anno in Purgatorio, Dean riesce a uscirne e torna a cacciare insieme al fratello, mentre Castiel sembra essere rimasto nel Purgatorio. I due cacciatori entrano in possesso del Verbo di Dio, una tavola di pietra, decifrabile solo da un profeta, che spiega come sigillare per sempre le porte dell'Inferno e impedire ai demoni di mettere di nuovo piede sulla Terra. Intanto Sam fa la conoscenza di Benny, un vampiro amico di Dean che ha conosciuto in Purgatorio e che lo ha aiutato a uscirne. Castiel riesce a uscire dal Purgatorio grazie a un angelo, Naomi, che plagia la sua mente per tenere sotto controllo i Winchester; Dean felice di riaverlo accanto ignora gli strani comportamenti di Castiel. Dean e Sam incontrano il loro nonno paterno, Henry Winchester, proveniente dal passato, scoprendo che è un Uomo di Lettere, ovvero un membro appartenente a una congrega che possiede la più grande raccolta di informazioni sul soprannaturale esistente, ma muore nel tentativo di aiutare i suoi nipoti a sconfiggere il demone Abaddon, un Cavaliere dell'Inferno. I Winchester sconfiggono il demone tagliando il suo corpo in tanti pezzi. Il profeta Kevin traduce il Verbo e scopre che solo chi adempie a tre prove può chiudere le porte dell'Inferno. Sam supera la prima, uccidere un Cerbero e bagnarsi il corpo nel suo sangue. Intanto Meg informa i Winchester dell'esistenza di un'altra tavola che può chiudere le porte del Paradiso e che Crowley sta cercando. Per impedire ai Winchester di ostacolare i suoi piani, Crowley uccide Meg. Una volta trovata la tavola degli angeli, Castiel, a causa dell'influsso di Naomi che obbliga l'angelo a eseguire i suoi ordini, cerca di uccidere Dean che aiuta l'amico liberandolo dal controllo di Naomi. Kevin scopre che la seconda prova consiste nel salvare un'anima dall'Inferno per farla ascendere al Paradiso; dunque Sam salva l'anima di Bobby, anche grazie all'aiuto di Benny che sacrifica la sua vita per aiutarli. I Winchester rintracciano un angelo caduto, Metatron, colui che scrisse il Verbo di Dio, e rivela che la terza e ultima prova consiste nel curare un demone. Metatron convince Castiel a superare le prove per chiudere i cancelli del Paradiso così che gli angeli possano evitare di perpetrare altre guerre sulla Terra; Castiel accetta ritenendo che gli angeli abbiano causato troppi problemi agli umani. Castiel supera la prima prova uccidendo un Nephilim (un ibrido metà angelo e metà umano); nel frattempo i Winchester scoprono che curare un demone significa riaccendere la sua umanità. Dean e Sam decidono così di ri-assemblare il corpo di Abaddon per curarla, ma lei riesce a fuggire; dunque i due cacciatori decidono di catturare Crowley e,  somministrandogli il suo sangue ogni ora per otto ore, Sam cerca di riaccendere la sua umanità. Dean aiuta Castiel con la seconda prova per chiudere le porte del Paradiso, ovvero rubare l'arco di Cupido, ma, nell'attesa di ricevere nuove indicazioni sulla terza prova, Metatron rivela di avere usato Castiel per i suoi scopi, infatti voleva vendicarsi del Paradiso per essere stato cacciato via e uccide Naomi. Inoltre rivela a Dean che Sam morirà quando porterà a termine l'ultima prova. Dean corre a fermare Sam salvandolo in tempo, anche se le sue condizioni di salute sono pessime, mentre Metatron riesce a espellere tutti gli angeli dal Paradiso rubando la grazia a Castiel e facendolo diventare umano. Sulla Terra Dean guarda il cielo costellato di luci che cadono; ognuna di esse corrisponde a un angelo caduto.

### Nona stagione
Dopo avere tentato di chiudere i cancelli dell'inferno, Sam entra in coma e Dean per salvarlo rivolge una preghiera agli angeli, ormai caduti tutti (eccetto Metatron) sulla Terra. Ezechiele offre il suo aiuto, ma egli in realtà è Gadreel, che fa il doppio gioco per Metatron, e approfitta della lealtà dei Winchester per uccidere Kevin. Gli angeli caduti sono ormai divisi in fazioni e molti di essi cercano di uccidere Castiel, il quale ruba la grazia a un altro angelo per recuperare i suoi poteri. Intanto Crowley è ancora prigioniero di Sam e Dean. Abaddon, visto il vuoto di potere, cerca dunque di conquistarsi la supremazia sui demoni. C'è solo un modo per uccidere Abaddon e liberarsi di Metatron: la "Prima Lama", l'arma che permise a Caino di uccidere Abele il cui prezzo fu divenire il progenitore della stirpe dei Cavalieri dell'inferno. La lama è inutile senza il marchio di Caino, che egli infonde a Dean. Il marchio però ha un prezzo da pagare: il continuo desiderio di uccidere. Dopo avere trovato la Prima Lama, Dean usa l'arma per uccidere Abaddon, poi Dean infine affronta Metatron, ma muore nella lotta. Castiel affronta Metatron, riesce a smascherarlo di fronte agli altri angeli e finisce rinchiuso in una prigione angelica. In chiusura Crowley riporta in vita Dean: infatti il marchio di Caino è più potente perfino della morte e porta a un nuovo tipo di vita, quella demoniaca da Cavaliere dell'Inferno. 

### Decima stagione
Dean è diventato un demone e inizia a viaggiare insieme a Crowley; l'ex cacciatore è cambiato molto, infatti è diventato violento e crudele. Sam prova a cercarlo per riportarlo a casa, mentre Castiel prova a riprendere la propria grazia, che Metatron gli aveva rubato. Crowley, che in un primo momento vedeva in Dean un formidabile alleato, comprende di non poterlo gestire, quindi aiuta Castiel, dandogli la grazia di un altro angelo, che salva Sam da Dean. Infine Sam fa ritornare il fratello umano riaccendendo la sua umanità nello stesso modo in cui riaccese quella di Crowley, anche se il Marchio di Caino resta ancora un problema. Dean usando la Prima Lama uccide Caino, inoltre, gradualmente, il marchio contamina la sua anima rendendolo nuovamente malvagio. Crowley scopre che sua madre, la strega Rowena, conosce il modo per distruggere il Marchio di Caino: essendo esso una maledizione è possibile debellarlo. Un'amica dei Winchester, Charlie, dona ai due fratelli il libro dei dannati, dove sono trascritte le maledizioni più potenti e come sconfiggerle; Sam spera di trovare nel libro il modo per distruggere il marchio. Castiel fa evadere Metatron dalle prigioni angeliche; lui lo porta dalla sua grazia, quindi Castiel riottiene i suoi poteri, anche se Metatron scappa. La famiglia Styne, una potente e malvagia dinastia che vuole il libro dei dannati, dà la caccia a Charlie, la quale riesce a decifrare i codici con i quali tradurre il libro; un membro della famiglia Styne, Eldon, la uccide, e quindi Dean, fuori di sé dalla rabbia, uccide Eldon dopo avere sterminato tutta la famiglia. Rowena, che con i codici di Charlie riesce a tradurre il libro dei dannati, trova l'incantesimo per distruggere il Marchio di Caino, quindi Castiel chiede a Crowley di aiutare sua madre dandogli l'occorrente per l'incantesimo. Rowena però riesce a scappare rubando il libro dei dannati e bloccando Castiel con un potente incantesimo. Dean, sentendo di essere diventato troppo pericoloso, chiede aiuto a Morte. Quest'ultimo rivela a Dean che il marchio è un sigillo creato da Dio che racchiude in sé l'Oscurità, la malvagia energia primordiale che esiste da prima di Dio e della creazione; Dio, con l'aiuto degli arcangeli, la sigillò nel marchio, poi lui affidò il marchio al suo angelo prediletto, Lucifero, ma la sua energia oscura lo rese crudele e invidioso dell'umanità, così lui lo diede a Caino che infine lo passò a Dean. Sam prova a convincere Dean a non arrendersi, mentre Morte spinge il maggiore dei Winchester a uccidere Sam, dandogli la sua falce, capace di uccidere qualunque cosa, ma Dean la usa per uccidere proprio Morte; infine Rowena con l'incantesimo distrugge il Marchio di Caino e Dean ritorna normale, ma con la distruzione del marchio l'Oscurità è nuovamente libera dalla sua prigionia.

### Undicesima stagione
Sam si risveglia svenuto nell'Impala e, non vedendo suo fratello, inizia a cercarlo per poi trovarlo in un campo lì vicino. Dean rivela al fratello di avere avuto un incontro con l'oscurità che ha preso apparentemente la forma di una donna in un abito nero; inoltre Dean aggiunge che lei lo ha ringraziato per averla liberata. Durante la via del ritorno i fratelli incontrano uno sceriffo di nome Jenna Nickerson ferita gravemente e la portano nell'ospedale più vicino dove avranno un primo assaggio dei poteri pericolosi dell'Oscurità: incontreranno infatti degli uomini che, dopo esser stati contagiati da una nube nera, manifestano la loro oscurità interiore, portandoli a essere rabbiosi e aggressivi. Durante la fuga i due fratelli si dividono: Dean dovrà proteggere e portare in salvo Jenna e una neonata, Amara, mentre Sam rimarrà in ospedale a combattere le persone contagiate, dove verrà ben presto infettato. Dean e Jenna vanno dalla nonna di quest'ultima che, rendendosi conto che Amara può fare levitare gli oggetti, chiama un esorcista che si rivela essere Crowley. Amara non è una bambina qualsiasi, infatti appena Dean vede impresso sulla spalla della piccola il marchio di Caino capisce che è l'incarnazione dell'Oscurità e si nutre di anime. Dopo aver ucciso Jenna, Crowley ha intenzione di prendere la bambina, ma Dean lo attacca. Durante la lotta, Amara cresce rapidamente ed esce dalla culla con le proprie gambe. In ospedale Sam trova una cura per la malattia: il Fuoco Sacro. Sam e Dean alla fine si riuniscono e trovano Castiel al bunker, ancora scosso dall'incantesimo di Rowena, mentre Crowley trova Amara e la porta all'Inferno, prendendosi cura di lei e facendosi chiamare zio in modo da poter essere considerato come una figura di riferimento e ottenere la sua fiducia. I Winchester cercano inutilmente modi per trovare e fermare l'Oscurità, ma alla fine Sam rivela a Dean che sta avendo delle visioni secondo lui mandategli da Dio. Esse con il tempo diventano sempre più chiare e Sam inizia ad avere visioni della Gabbia di Lucifero. Intanto Castiel va alla ricerca di Metatron per sapere come fermare l'Oscurità e gli rivela che Dio non solo la imprigionò, ma la tradì e la sacrificò per plasmare il creato: l'Oscurità è il suo unico parente, la sorella maggiore. Sam, comprendendo che non c'è altro modo, decide di andare nella Gabbia di Lucifero per parlare con lui e scoprire come uccidere l'Oscurità: infatti Lucifero, Gabriele, Michele e Raffaele la imprigionarono insieme a Dio. Lucifero gli rivela che le visioni di Sam sulla Gabbia erano opera sua, non di Dio, e che vuole che Sam torni a essere il suo tramite per tornare libero e battere l'Oscurità. Tuttavia Sam si rifiuta di fungere da tramite, perché se anche Lucifero vincesse, non farebbe altro che scatenare di nuovo l'Apocalisse. Castiel e Dean arrivano e cercano di prendere tempo mentre Rowena sigilla Lucifero nella Gabbia, ma Castiel, sentendosi inutile e non trovando altro modo, decide di diventare lui stesso il tramite di Lucifero. Alla fine, però, ogni mezzo per poter uccidere Amara viene reso vano, quindi nemmeno Lucifero può vincere. Metatron parla con Dio, il quale rivela di essersi ritirato perché stanco di vedere i maltrattamenti subiti dalla Terra a causa degli esseri umani che lui stesso ha creato, ma Metatron lo rimprovera di essere un codardo e che si è arreso, quando invece gli umani continuano a combattere. Dio, così, decide di scendere in campo e si rivela a Dean e Sam: era sempre stato Chuck. Quest'ultimo parla con Lucifero che, dopo avere ottenuto finalmente da Dio le scuse per avergli affidato il marchio di Caino per poi punirlo quando esso lo ha corrotto, decide di combattere a fianco al padre. In sostituzione degli altri tre arcangeli Dean, Sam e Lucifero cercano alleati e trovano Crowley, Rowena e altre streghe, e tutti gli altri angeli. L'Oscurità sembra sconfitta, ma quando si rende conto che il fratello vuole imprigionarla nuovamente si infuria e sconfigge tutti: lo spirito di Lucifero viene esorcizzato dal corpo di Castiel, mentre Dio viene ridotto in fin di vita. Dean, comprendendo di essere l'unico a potersi avvicinare a lei grazie alla loro connessione, viene caricato di migliaia di anime in modo da generare una bomba che possa distruggere l'Oscurità. Dean è quindi destinato a sacrificarsi nell'esplosione che sarà provocata dal suo stesso corpo e raggiunge Amara. Quest'ultima gli rivela che con la morte di Dio tutto svanirà poiché, senza uno dei due, il Creato stesso cesserà di esistere, in quanto non c'è Luce senza Oscurità e viceversa. Dean, parlando con Amara, riesce a farle capire che la vendetta non la farà sentire felice ed ella comprende che la sola cosa che desidera è che lei e suo fratello possano riconciliarsi. Amara evoca quindi Dio, in punto di morte, e lo guarisce, salvando così la distruzione che lei stessa stava provocando. Dio estrae le anime da Dean, infine Amara lo ringrazia per quanto ha fatto per lui e gli rivela che lo ricompenserà materialmente per ciò che ha fatto per lei. Dio e Amara svaniscono insieme per potersi riconciliare e Dean, mentre torna dal fratello, scopre il dono di Amara: sua madre Mary è tornata in vita. Sam riceve la visita di Toni Bevell, una donna membro degli Uomini di Lettere della sezione di Londra, la quale spara a Sam.

### Dodicesima stagione
Sam viene catturato e torturato da Toni per avere informazioni sui cacciatori americani, ma alla fine Dean e Castiel riescono a liberarlo. I due fratelli tentano una nuova convivenza con la madre, ma la donna si rende conto di avere bisogno di tempo per tornare alla realtà dopo 30 anni di assenza. Nel frattempo i Winchester entrano in contatto con la fazione inglese degli Uomini di Lettere, che inizialmente guarderanno con sospetto per poi cominciare a credere nella loro missione. Quando tuttavia vengono svelati i piani dell'organizzazione, e cioè eliminare ogni cacciatore americano che non diventi un loro sottoposto, decidono di combatterli, anche perché Mary, dopo essersi arruolata volontariamente, viene sottoposta al lavaggio del cervello e costretta a fare da sicario. Contemporaneamente Sam e Dean devono affrontare il ritorno di Lucifero, che dopo essere stato abbandonato di nuovo da Dio decide di vendicarsi distruggendo l'umanità. Per fare ciò il diavolo compie l'impensabile: dopo avere preso possesso del Presidente degli Stati Uniti mette incinta la sua assistente, Kelly Kline, al fine di generare un Nephilim che, a differenza di altre creature ibride, segnerà la fine del mondo, essendo progenie di un potente angelo. Successivamente Lucifero verrà tenuto temporaneamente prigioniero da Crowley, ma riuscirà a liberarsi e a incaricare Dagon, uno dei Principi Infernali, di vegliare sul suo nascituro. I Winchester tentano di salvare Kelly e il bambino al quale vogliono estrapolare la grazia angelica per renderlo umano. Castiel si assume il compito di vegliare sulla donna, data l'innocenza del bimbo che porta in grembo nonostante la sua natura. I cacciatori uniscono le forze e sconfiggono gli Uomini di Lettere britannici; giunti alla resa dei conti Sam e Dean riusciranno a sigillare Lucifero in una dimensione alternativa, dopo che Castiel è stato ucciso da Lucifero. Durante lo scontro Crowley si sacrifica per il bene di tutti, ma Mary resta intrappolata nell'altra dimensione che si rivela il mondo senza l'esistenza di Sam e Dean Winchester. Kelly muore dopo aver dato alla luce il Nephilim, Jack.

### Tredicesima stagione
Sam e Dean decidono di tenere d'occhio Jack, figlio di Lucifero, che è cresciuto velocemente: il maggiore dei Winchester si dice pronto a ucciderlo se dovesse vedere in lui la malvagità del diavolo, mentre Sam crede nella bontà d'animo del ragazzo e pensa che sia possibile crescerlo come un normale essere umano. Jack, intenzionato a provare di essere diverso da suo padre, riesce a riportare in vita Castiel e ad aiutare i tre in diversi casi ma poco dopo fa la sua comparsa Asmodeus, l'ultimo principe infernale, che si dichiara nuovo re degli Inferi e che poco dopo si allea con Ketch, un membro degli Uomini di Lettere britannici tornato in vita con un incantesimo. Lucifero trova il modo per scappare dall'universo alternativo lasciando Mary alla mercé dell'arcangelo Michele, ma essendo stato privato di buona parte della sua grazia si trova costretto a uccidere diversi angeli per recuperare le forze: dopo avere incontrato Anael, un angelo che vive sulla Terra nelle vesti di una guaritrice che lo convince a collaborare, il diavolo fa credere agli angeli di potere ripopolare le loro schiere e quindi viene nominato re del Paradiso. Sam e Dean si mettono quindi alla ricerca degli ingredienti per riaprire il portale mentre Jack, dopo avere aumentato i poteri di Kaia, una dreamwalker, riesce a raggiungere Mary: i due si uniscono quindi alla resistenza umana dell'altra dimensione, guidata da Bobby. Asmodeus rivela quindi a Ketch di volere uccidere Lucifero tramite la Lama dell'arcangelo e che per farlo intende servirsi di Gabriele, che tiene prigioniero nelle segrete infernali: l'inglese, tuttavia, decide di aiutare Sam e Dean e fugge con l'arcangelo, che dopo avere recuperato le forze riesce a uccidere il principe infernale. Una volta reclutata anche Rowena, i Winchester raggiungono Jack e Mary e insieme provano a eliminare Michele: egli, tuttavia, dopo aver ucciso Gabriele si allea con Lucifero, che ha lasciato il Paradiso dopo avere svelato di non essere in grado di aiutare gli angeli, e riesce poi a giungere sulla Terra. Dopo avere fallito nell'instaurare un rapporto con suo figlio, il diavolo ruba la grazia di Jack e minaccia l'universo: Dean decide quindi di diventare il tramite di Michele e riesce a uccidere il diavolo, perdendo tuttavia sé stesso.

### Quattordicesima stagione
Michele, ancora nel corpo di Dean, compie una serie di esperimenti per potenziare le razze sovrannaturali e creare il proprio esercito: Sam, Castiel, Mary e Jack, anche se privo dei suoi poteri, riescono a trovarlo ma l'arcangelo è ancora troppo forte e riesce a batterli. Poco dopo Dean si ricongiunge ai suoi cari affermando che Michele se n'è andato e, notando sul suo braccio una cicatrice, scoprono che la lancia della Kaia della dimensione apocalittica è in grado di ferirlo, pertanto tentano senza successo di ottenerla. Intanto Nick, l'ex tramite di Lucifero, è sopravvissuto e tenta di scoprire la verità sulla morte della sua famiglia, uccidendo chiunque si frapponga tra lui e il suo obiettivo, mentre Jack comincia a dare segnali preoccupanti circa il suo stato di salute: i Winchester, grazie a Rowena, scoprono la causa del suo malessere e Castiel così inizia a cercare lo sciamano Sergej, che gli darà un rimedio, ma esso si rivelerà solo un esperimento che porterà Jack alla morte. Dopo aver ritrovato la cacciatrice di angeli, Lily Sunders, la convincono a riportarlo in vita consumando una parte della sua anima. Poco dopo Michele si rifà vivo e i Winchester riescono a ottenere la lancia di Kaia: l'arcangelo rientra nel corpo di Dean e, dopo avere distrutto l'arma, inizia il suo piano, ma grazie all'aiuto di Billie, il nuovo Cavaliere che ha preso il posto di Morte, viene confinato nella mente del cacciatore. Egli, seguendo le indicazioni della Morte, realizza una cassa di Malak con l'intenzione di rinchiudersi per sempre, ma dopo uno scontro particolarmente acceso Michele riesce a evadere: dopo avere preso possesso del corpo di Rowena l'arcangelo affronta Jack, che consumando tutta la sua anima riesce a ucciderlo e a recuperare i suoi poteri, che persino gli angeli sopravvissuti tentano inutilmente di usare per i loro scopi. Questa nuova condizione lo rende tuttavia sempre più apatico tanto che non esita a uccidere Nick, che aveva posto in essere un piano diabolico per ritornare a essere il tramite di Lucifero, e la stessa Mary, che aveva tentato di fermarlo: scoperta la verità, Sam e Dean si convincono a ucciderlo mentre Castiel tenta di trovare un'altra soluzione. Dopo avere provato a confinarlo nella cassa, Chuck ritorna e fornisce loro un'arma in grado di ucciderlo: quando tuttavia Dean si rende conto che non può farlo, Chuck si infuria e i Winchester scoprono quindi che la loro vita non è stata altro che una specie di show televisivo personale di Dio, che adirato uccide Jack e scatena sulla Terra le anime infernali. Poco dopo Jack si sveglia nel Nulla cosmico, il luogo dove finiscono dopo la morte le creature sovrannaturali, dove viene avvicinato da un'ombra e da Billie.

### Quindicesima stagione
Sopravvissuti all'attacco di Chuck grazie all'aiuto del demone Belphegor (che prende possesso del corpo di Jack), Sam, Dean e Castiel cercano di trovare un modo con cui rispedire le anime liberate dall'Inferno verso quest'ultimo e riescono nell'impresa grazie al sacrificio di Rowena; Chuck stesso, deluso per la ribellione dei Winchester, trova una nuova e oscura motivazione dopo aver visitato Becky, decidendo di avvicinare la sorella Amara per avere man forte contro Sam e Dean, dal momento che la ferita infertagli dal primo con la pistola per uccidere Jack lo ha reso incompleto. Rendendosi conto di questa sua debolezza, i Winchester chiedono aiuto a Michele (anche lui fuggito dall'Inferno) per fermare Chuck, ma dopo aver realizzato tutti i passi necessari, alla fine Sam decide di rinunciare a causa delle visioni sulla piega che il mondo prenderebbe senza di lui: Chuck torna così completo e dice ai due di prepararsi alla fine, cominciando subito dopo ad eliminare tutti i mondi diversi da quello con i Winchester così da concentrarsi su di loro. Poco dopo Jack viene rimandato sulla Terra da Billie con un piano da seguire in modo da diventare abbastanza forte da eliminare Chuck: a preparativi ultimati, tuttavia, Castiel e Sam scoprono che in realtà questo piano ha lo scopo di permettere a Billie di prendere il posto di Chuck e far ricominciare gli eventi da capo; Chuck, ultimata la sua "pulizia" galattica, riesce a convincere la sorella a riunirsi in un unico essere, mentre Castiel si sacrifica per eliminare Billie. Chuck svuota quindi la Terra di tutti i suoi abitanti ma Sam e Dean riescono, con uno stratagemma, a far sì che Jack assorba una quantità tale di energia da diventare più forte del nonno, del quale infatti riesce ad assorbire i poteri. Dean muore poco dopo mentre indaga col fratello su un nido di vampiri, venendo poi raggiunto da Sam in Paradiso dopo aver trascorso una vita serena.

## Episodi

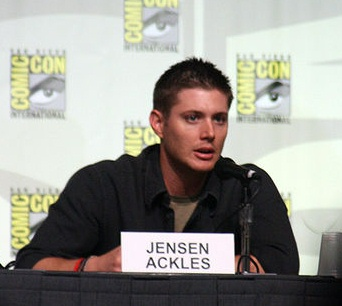
Jensen Ackles ha diretto sei episodi della serie: Weekend da Bobby, La ragazza della porta accanto, Problemi di cuore, Anima e sangue, Il seme cattivo e Mostri atomici

| Stagione                 | Episodi | Prima TV USA | Prima TV Italia |
| ------------------------ | ------- | ------------ | --------------- |
| Prima stagione           | 22      | 2005-2006    | 2007            |
| Seconda stagione         | 22      | 2006-2007    | 2008            |
| Terza stagione           | 16      | 2007-2008    | 2009            |
| Quarta stagione          | 22      | 2008-2009    | 2010            |
| Quinta stagione          | 22      | 2009-2010    | 2011            |
| Sesta stagione           | 22      | 2010-2011    | 2012            |
| Settima stagione         | 23      | 2011-2012    | 2013            |
| Ottava stagione          | 23      | 2012-2013    | 2015            |
| Nona stagione            | 23      | 2013-2014    | 2015            |
| Decima stagione          | 23      | 2014-2015    | 2016            |
| Undicesima stagione      | 23      | 2015-2016    | 2017            |
| Dodicesima stagione      | 23      | 2016-2017    | 2018-2019       |
| Tredicesima stagione     | 23      | 2017-2018    | 2019-2020       |
| Quattordicesima stagione | 20      | 2018-2019    | 2020-2021       |
| Quindicesima stagione    | 20      | 2019-2020    | 2021            |

## Personaggi e interpreti

### Personaggi principali
- Sam Winchester (stagioni 1-15), interpretato da Jared Padalecki, doppiato da David Chevalier
- Dean Winchester (stagioni 1-15), interpretato da Jensen Ackles, doppiato da Stefano Crescentini.
- Castiel (stagioni 5-6, 9-15, ricorrente stagioni 4, 7-8), interpretato da Misha Collins, doppiato da Vittorio Guerrieri.
- Crowley (stagioni 10-12, ricorrente stagioni 5-9), interpretato da Mark Sheppard, doppiato da Marco Mete.
- Lucifero / Nick (stagioni 12-14, ricorrente stagioni 5, 7 e 11), interpretato da Mark Pellegrino, doppiato da Angelo Maggi.
- Jack Kline / Belphegor (stagioni 13-15, guest stagione 12), interpretato da Alexander Calvert, doppiato da Emanuele Ruzza.

### Personaggi secondari
- Robert Steven "Bobby" Singer (guest stagione 1 e 9-10 e 15, ricorrente stagioni 2-8), interpretato da Jim Beaver, doppiato da Saverio Moriones.
- John Winchester (stagioni 1-5, 8, 11 e 14), interpretato da Jeffrey Dean Morgan (stagioni 1-3, guest stagione 14), da Matt Cohen da ragazzo (guest stagioni 4-5, 11) e da Nels Guloien da bambino (guest stagione 8), doppiato da Andrea Ward da adulto e da Andrea Mete da ragazzo.
- Mary Winchester (stagioni 1-2, 4-6, 11-14), interpretata da Samantha Smith (stagioni 1-2, 6, 11-14), e da Amy Gumenick da giovane (guest stagioni 4-5), doppiata da Daniela Abbruzzese.
- Ruby (stagione 3, ricorrente stagione 4), interpretata da Katie Cassidy (stagione 3) e Genevieve Cortese (stagione 4, guest stagione 6), doppiata da Domitilla D'Amico (stagione 3) e Laura Latini (stagione 4).
- Bela Talbot (stagione 3), interpretata da Lauren Cohan, doppiata da Myriam Catania.
- Meg Masters (stagioni 1-2, 5-8), interpretata da Nicki Aycox (stagione 1) e da Rachel Miner (stagioni 5-8), doppiata da Valentina Mari (stagione 1) e da Emanuela Damasio (stagioni 5-8).
- Arcangelo Gabriele / Trickster (stagioni 2-3 e 13, guest stagioni 5 e 9) interpretato da Richard Speight Jr., doppiato da Edoardo Stoppacciaro.
- Jo Harvelle (stagioni 2, 5 e 7), interpretata da Alona Tal, doppiata da Federica De Bortoli.
- Ellen Harvelle (stagioni 2, 5-6), interpretata da Samantha Ferris, doppiata da Laura Boccanera
- Claire Novak (stagioni 4, 10-13), interpretata da Sydney Imbeau (stagione 4) e da Kathryn Newton (stagioni 10-13), doppiata da Erica Necci.
- Jody Mills (stagioni 5-15), interpretata da Kim Rhodes, doppiata da Giò Giò Rapattoni
- Morte (stagioni 5-7, 9-10), interpretato da Julian Richings, doppiato da Antonio Palumbo.
- Adam Milligan (guest stagioni 4-5 e 15), interpretato da Jake Abel, doppiato da Fabrizio De Flaviis.
- Arcangelo Michele (stagioni 5, 13-15), interpretato da Jake Abel (stagione 15, guest stagione 5), da Christian Keyes (stagione 13) e da Jensen Ackles (stagione 14), doppiato da Fabrizio De Flaviis (stagioni 5 e 15) e da Stefano Crescentini (stagione 14).
- Garth Fitzgerald IV (stagioni 7-9, 14-15), interpretato da Donald Joseph "DJ" Qualls, doppiato da Davide Perino.
- Kevin Tran (stagioni 7-9, 11 e 15), interpretato da Osric Chau, doppiato da Manuel Meli.
- Charlie Bradbury (stagioni 7-10, 13-15), interpretata da Felicia Day, doppiata da Perla Liberatori.
- Dick Roman (stagione 7), interpretato da James Patrick Stuart, doppiato da Francesco Prando.
- Abaddon (stagioni 8-9), interpretata da Alaina Huffman, doppiata da Barbara De Bortoli.
- Metatron (stagioni 8-11), interpretato da Curtis Armstrong, doppiato da Gaetano Varcasia (stagione 8) e da Mauro Gravina (stagioni 9-11).
- Gadreel (stagione 9), interpretato da Tahmoh Penikett, doppiato da Riccardo Scarafoni
- Rowena (stagioni 10-15), interpretata da Ruth Connell, doppiata da Roberta Greganti.
- Billie (stagioni 11-15), interpretata da Lisa Berry, doppiata da Rachele Paolelli.
- Amara adulta (stagioni 11 e 15), interpretata da Emily Swallow, doppiata da Francesca Fiorentini.
- Lady Toni Bevell (stagione 12, guest stagione 11), interpretata da Elizabeth Blackmore, doppiata da Barbara De Bortoli.
- Vince Vincente (stagione 12), interpretato da Rick Springfield, doppiato da Massimo Lodolo.
- Arthur Ketch (stagioni 12-15), interpretato da David Haydn-Jones, doppiato da Riccardo Rossi.
- Kelly Kline (stagione 12, guest stagione 14) interpretata da Courtney Ford
- Ramiel (guest stagione 12), interpretato da Jerry Trimble.
- Mick Davies (stagione 12), interpretato da Adam Fergus, doppiato da Paolo De Santis.
- Dagon (stagione 12), interpretata da Ali Ahn, doppiata da Chiara Gioncardi.
- Sister Jo/Anael (stagioni 13-14, guest 15), interpretata da Danneel Harris.

## Produzione

### Ideazione e sviluppo
Prima di portare Supernatural in televisione il creatore Eric Kripke sviluppò la serie per quasi dieci anni, essendo stato affascinato dalle leggende metropolitane fin da quando era piccolo. Sebbene avesse inizialmente pensato a Supernatural come a un film, passò molti anni a tentare di renderlo una serie televisiva. L'idea iniziale attraversò diverse fasi prima di diventare il prodotto conclusivo, passando da una serie antologica sul paranormale fino a una serie su due reporter che girano per gli Stati Uniti su un furgoncino «cacciando demoni in cerca della verità». Kripke desiderava che fosse una serie on the road, pensando che fosse il «miglior mezzo per raccontare queste storie, che sono radicate nel folklore americano. Queste storie esistono in diversi piccoli paesi sparsi in tutta la nazione, e ha molto più senso entrarci e uscirci – letteralmente – con una macchina». Poiché aveva precedentemente lavorato nella The WB per la serie Tarzan, Kripke aveva l'opportunità di lanciare un nuovo progetto, e la sfruttò per Supernatural. Al network non piacque però che i protagonisti fossero reporter, così Kripke decise che i due sarebbero stati fratelli, e che provenissero da Lawrence, in Kansas, scelta dovuta alla vicinanza di questa città al Cimitero di Stull, una località nota per le sue leggende metropolitane.

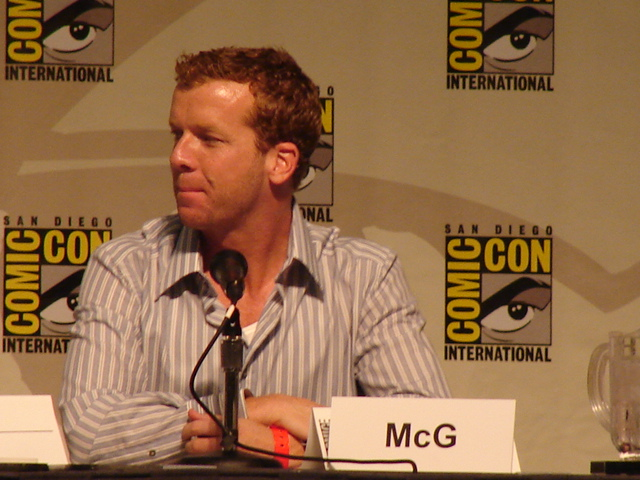
McG, tra i produttori esecutivi dello show.

Quando arrivò il momento di dovere decidere il nome dei due personaggi principali Kripke pensò a "Sal" e "Dean" come omaggio al romanzo on the road per eccellenza, Sulla strada di Jack Kerouac. Tuttavia credette che "Sal" fosse un nome poco appropriato e lo cambiò in "Sam". Per quanto riguarda il cognome si pensò inizialmente a "Harrison", come richiamo all'attore Harrison Ford, poiché Kripke voleva che Dean avesse un carattere spavaldo simile a quello di Ian Solo. Tuttavia, dal momento che esisteva un Sam Harrison che abitava in Kansas, il cognome venne cambiato per questioni legali. Combinando il suo interesse nell'attrazione turistica Winchester Mystery House e il suo desiderio di fare in modo che la serie ricordasse un "moderno western" Kripke decise per il cognome Winchester. Anche questo cognome però presentò un problema: il nome del padre di Sam e Dean doveva essere "Jack", ma, dal momento che in Kansas esisteva un Jack Winchester, Kripke dovette cambiare il nome in John.
Kripke crebbe seguendo serie televisive come Hazzard e Supercar e ciò lo spinse a volere usare anche lui una macchina sportiva come principale mezzo di trasporto in Supernatural. Inizialmente decise per una Mustang del '65, ma un suo vicino di casa lo convinse a cambiarla in una Impala del '67, dal momento che «ci si può mettere un cadavere nel bagagliaio» e che «quando gli altri autisti le si fermano vicino al semaforo, badano bene a chiudere le portiere». Kripke ha inoltre detto che «è un tipo di macchina aggressiva che porta autenticità alla serie, a cui si adatta perfettamente».
Kripke aveva proposto la serie a Peter Johnson, un esecutivo della Fox, e quando egli andò a lavorare per la Wonderland Sound and Vision contattò Kripke. Johnson firmò come co-produttore esecutivo insieme a McG, ma, prima di potere iniziare a filmare l'episodio pilota, fu necessario risolvere alcuni problemi della sceneggiatura. Secondo l'idea originale, i fratelli non erano stati cresciuti dal padre, ma dagli zii. Inoltre, quando Dean si presenta da Sam nel primo episodio, deve convincere il fratello dell'esistenza del soprannaturale. Kripke capì che in questo modo il passato dei protagonisti sarebbe stato troppo complicato, e rielaborò il progetto insieme a Johnson per fare in modo che Sam e Dean fossero stati cresciuti dal padre. La sceneggiatura venne revisionata ancora diverse volte. Una delle idee iniziali voleva che Jessica, la fidanzata di Sam, fosse in realtà un demone e che tale rivelazione portasse Sam a unirsi a Dean nella caccia; Kripke pensò che fosse più appropriata la morte della ragazza come motivazione per Sam, così fece uccidere il personaggio nel primo episodio nello stesso modo della madre dei due fratelli. Quando David Nutter firmò come regista, poterono iniziare le riprese del primo episodio. Vennero inoltre ingaggiati Robert Singer e John Shiban (che lavorò per X-Files) per aiutare Kripke a elaborare la mitologia della serie.
Kripke pianificò un arco narrativo di tre stagioni, per poi espanderlo a cinque.

### Sceneggiatura
(Eric Kripke.)
Lo staff della prima stagione era composto da Kripke e altri cinque autori, che aiutarono specialmente nella ricerca di leggende metropolitane. I toni narrativi di Supernatural furono fortemente influenzati da film come Poltergeist, in cui gli eventi paranormali avvengono all'interno di una famiglia anziché in un luogo remoto, La casa 2 e Un lupo mannaro americano a Londra, in cui oltre al soprannaturale vi è anche una buona dose di comicità. Riguardo al primo film, Kripke disse che era interessante «l'idea che qualcosa di terribile possa accadere nel tuo stesso giardino. Quanti spettatori si preoccupano di un vampiro in un castello abbandonato?». Gli autori s'ispirarono anche ai film horror asiatici The Eye, Ju-on e Ring. A partire dalla quarta stagione, con l'introduzione della mitologia cristiana nella trama, Kripke ha dichiarato di essersi ispirato al Paradiso perduto di John Milton.
Secondo il creatore Eric Kripke inizialmente la serie si sarebbe dovuta focalizzare solamente sui mostri della settimana, con Sam e Dean come unico denominatore comune all'interno di una serie di brevi film horror. Il suo unico desiderio era, infatti, di «spaventare a morte le persone». Tuttavia, dopo alcuni episodi, notando il legame lavorativo tra gli attori protagonisti, Jared Padalecki e Jensen Ackles, Kripke e il produttore esecutivo Bob Singer decisero di concentrarsi di più sui fratelli e di plasmare la trama horror sulla loro relazione e non viceversa. Secondo Kripke «...a volte non appaiono creature paranormali se non dopo il primo spazio pubblicitario, perché è più importante concentrarsi sui fratelli e sulla tensione e l'angoscia creatasi tra di loro».
Diversamente da serie televisive con una "mitologia senza fine" come Lost Kripke ha dichiarato di preferire una mitologia più semplice, poiché «è difficile mandare avanti un mistero stagione dopo stagione e poi fornire una risposta soddisfacente». Kripke ha quindi preferito mantenere una struttura simile a quella di serie come il recente X-Files, in cui vi sono solo alcuni episodi mitologici distribuiti equamente nella trama, mentre la maggior parte sono episodi stand-alone autoconclusivi. In questo modo «gli spettatori non sono costretti a conoscere in precedenza la mitologia per capire un episodio, e possono iniziare a seguire la serie in qualsiasi momento».

### Cast

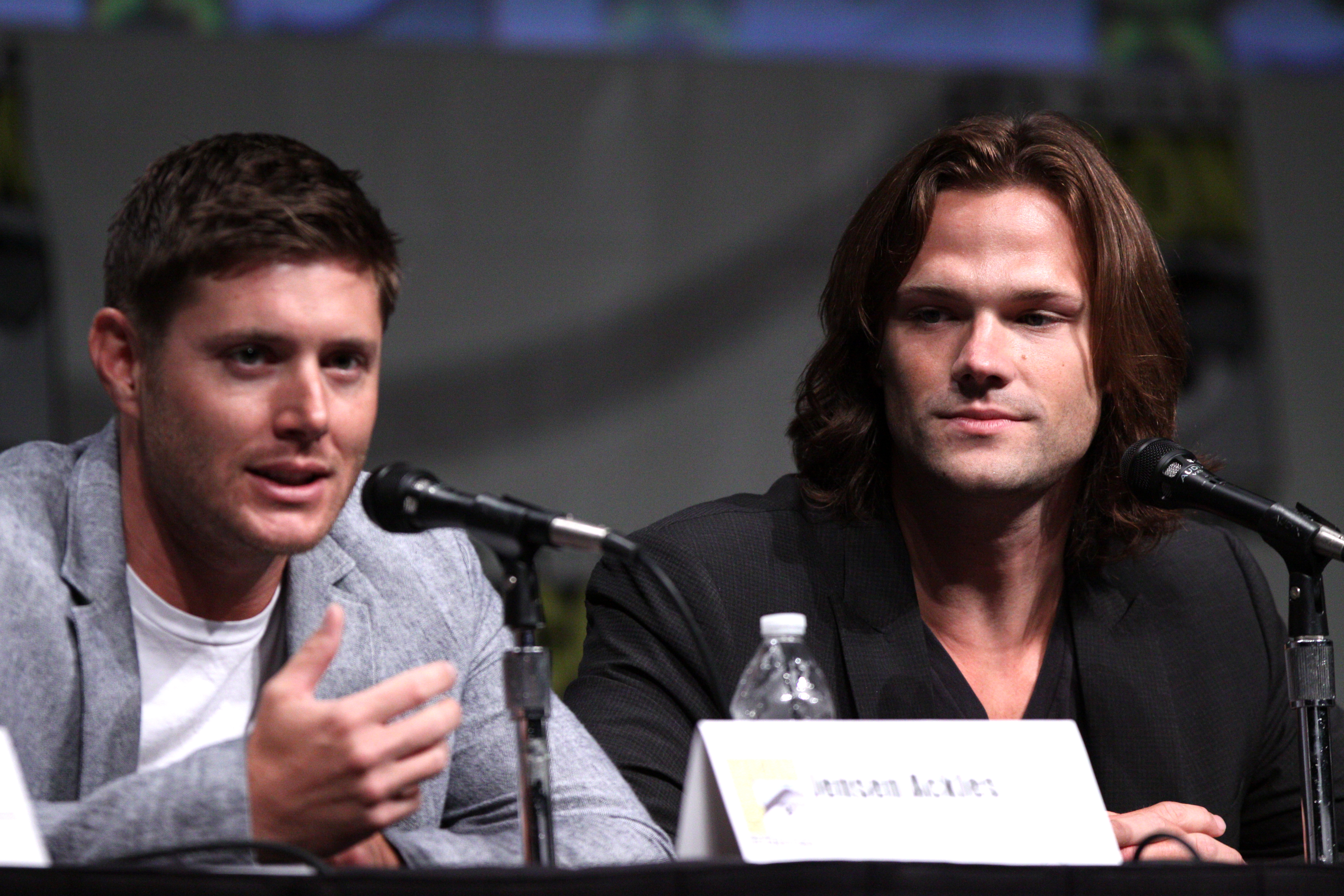
Jensen Ackles e Jared Padalecki

La serie segue le vicende dei fratelli Sam e Dean Winchester, interpretati da Jared Padalecki e Jensen Ackles. Padalecki aveva precedentemente lavorato con i produttori esecutivi McG e David Nutter, che lo convinsero a fare un provino per il ruolo di Sam. L'attore s'interessò alla serie poiché appassionato di altre serie fantasy come X-Files e Ai confini della realtà, che lui trovò simili a Supernatural, e perché reputò interessante potere interpretare il ruolo dell'"eroe riluttante", simile a personaggi come Neo di Matrix o Luke Skywalker di Guerre stellari. Nutter chiese inizialmente ad Ackles di fare un'audizione per il ruolo di Sam, ma l'attore preferì il personaggio di Dean dopo avere letto la sceneggiatura. Quando fece il provino Ackles era già impegnato come regular nella serie della The WB Smallville. La parte del suo personaggio venne appositamente accorciata perché lui potesse unirsi al cast di Supernatural.

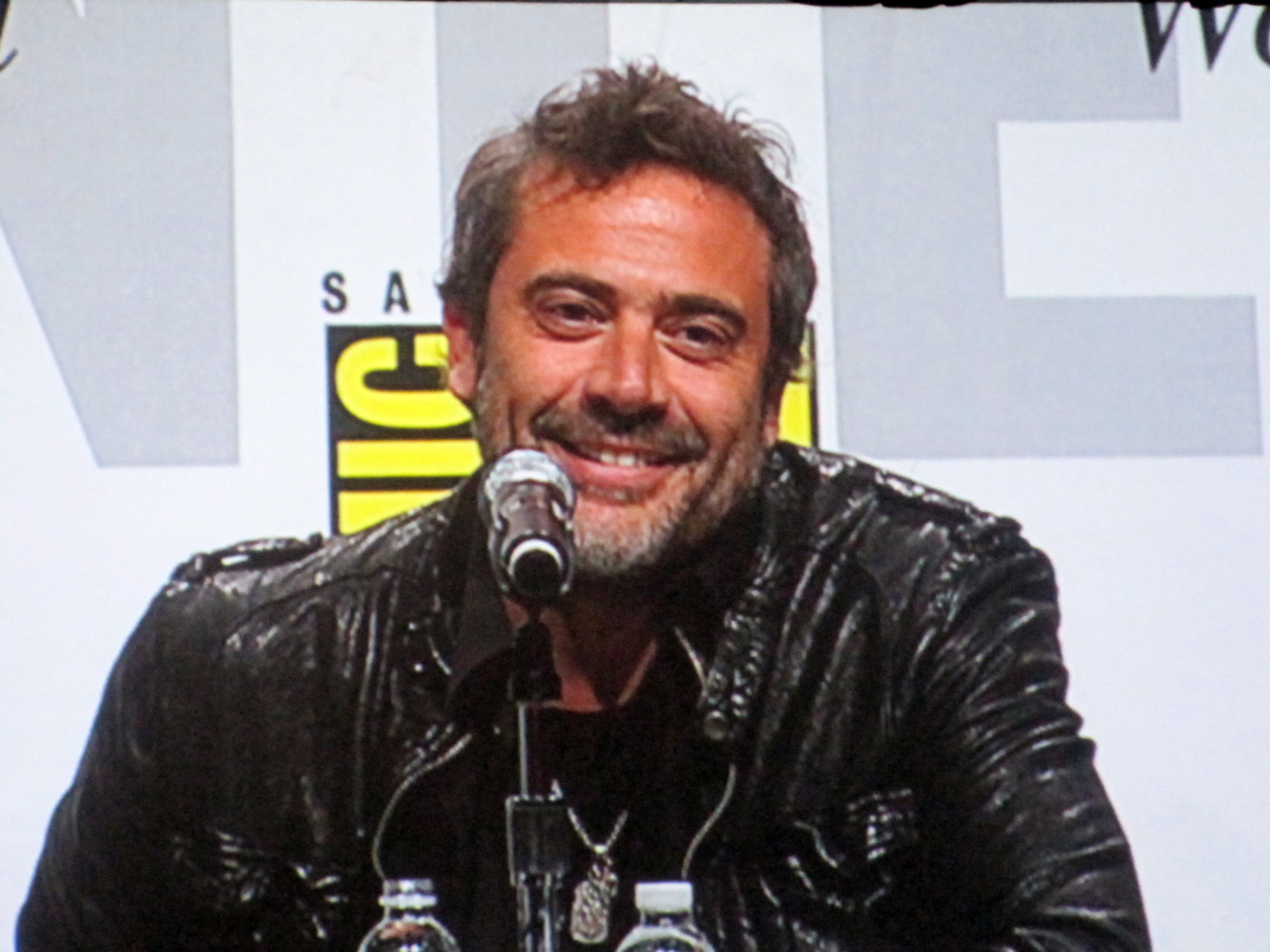
Jeffrey Dean Morgan

Il cast è dunque composto da due soli personaggi regolari, mentre quelli ricorrenti sono molteplici. Jeffrey Dean Morgan interpretò John Winchester, il padre di Sam e Dean. Il personaggio apparve nell'episodio pilota, per poi tornare a metà della prima stagione e morire nel primo episodio della seconda. Secondo l'autore John Shiban la morte di John era stata decisa fin dall'inizio. Morgan era inizialmente riluttante a tornare nella serie, a causa del suo ruolo in Grey's Anatomy, e future apparizioni sono tuttora ostacolate dalle altre attività lavorative dell'attore.
Nella prima stagione il primo arco narrativo mitologico inizia con l'arrivo del demone Meg Master, interpretata da Nicki Aycox, che venne ingaggiata per la parte dal produttore esecutivo Kim Manners. Nel primo episodio della seconda stagione il demone Azazel, nemesi dei Winchester e padre di Meg, viene interpretato da Fredric Lehne, che avrebbe dovuto partecipare alla serie per un solo episodio. Agli showrunner l'attore piacque talmente che gli venne chiesto di tornare per il finale della seconda stagione. Anche dopo la sua morte, il personaggio apparve nell'episodio In principio interpretato da Christopher B. MacCabe, e in un flashback dell'episodio Lucifer Rising interpretato da Rob LaBelle. Aycox apparve ancora nella quarta stagione nei panni del fantasma di Meg, mentre il demone che possedeva la ragazza apparve nel primo episodio della quinta stagione, interpretato da Rachel Miner.

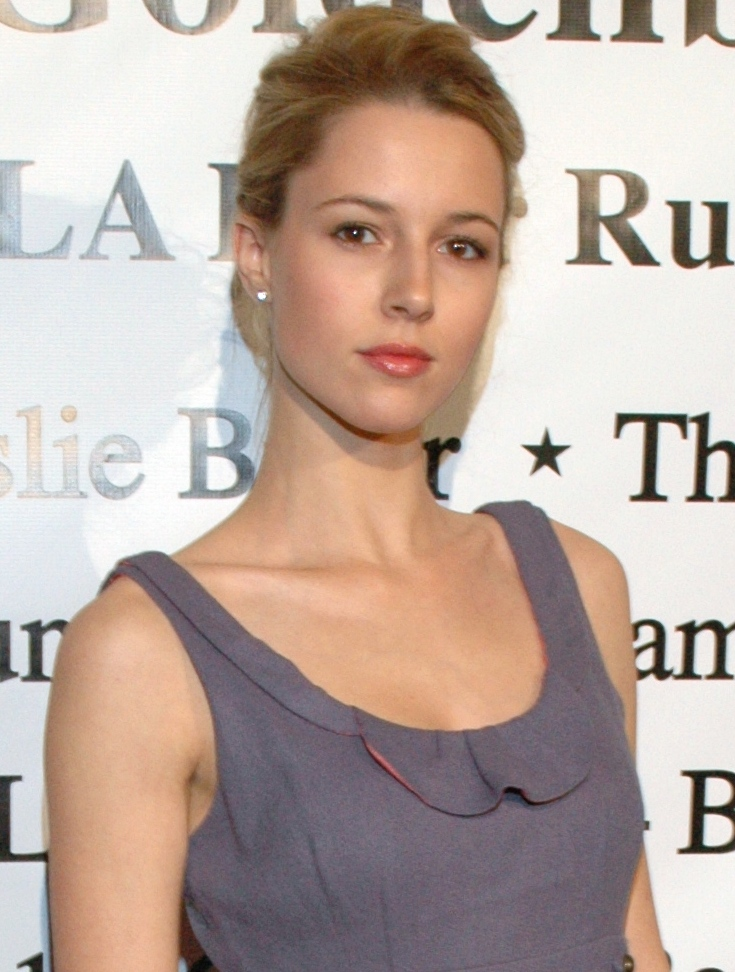
Alona Tal

Gli autori vollero approfondire il ruolo di cacciatore e per questo motivo inserirono nuovi personaggi ricorrenti. L'attore Jim Beaver fece la sua prima apparizione interpretando Bobby Singer, un vecchio amico di famiglia dei Winchester, nel finale della prima stagione. Bobby divenne, dopo la morte di John, una sorta di padre surrogato per Sam e Dean, comparendo in tutte le stagioni. Nella seconda stagione venne inoltre introdotta la Roadhouse, un saloon frequentato da cacciatori del paranormale e gestito da Ellen Harvelle, interpretata da Samantha Ferris. Insieme a Ellen lavorano Jo Harvelle, sua figlia, interpretata da Alona Tal e Ash, un genio dedito all'alcol interpretato da Chad Lindberg, che usa le sue doti informatiche per rintracciare il paranormale. Il personaggio di Alona Tal venne successivamente escluso dalla serie, poiché secondo i produttori Jo stava diventando simile a una sorella minore per i Winchester. Kripke disse che il personaggio era stato ideato malamente e la sua esclusione portò una povera reazione da parte dei fan. Allo stesso modo, il personaggio di Ash venne ucciso nel finale della seconda stagione, con la distruzione della Roadhouse. Ellen sarebbe dovuta tornare nella terza stagione, ma gli episodi vennero cancellati a causa dello sciopero degli sceneggiatori del 2007-2008. Gli autori chiesero quindi a Ferris di partecipare al finale della terza stagione, ma l'attrice rifiutò l'offerta. Sia Jo che Ellen, tuttavia, tornarono infine in alcuni episodi della quinta stagione.

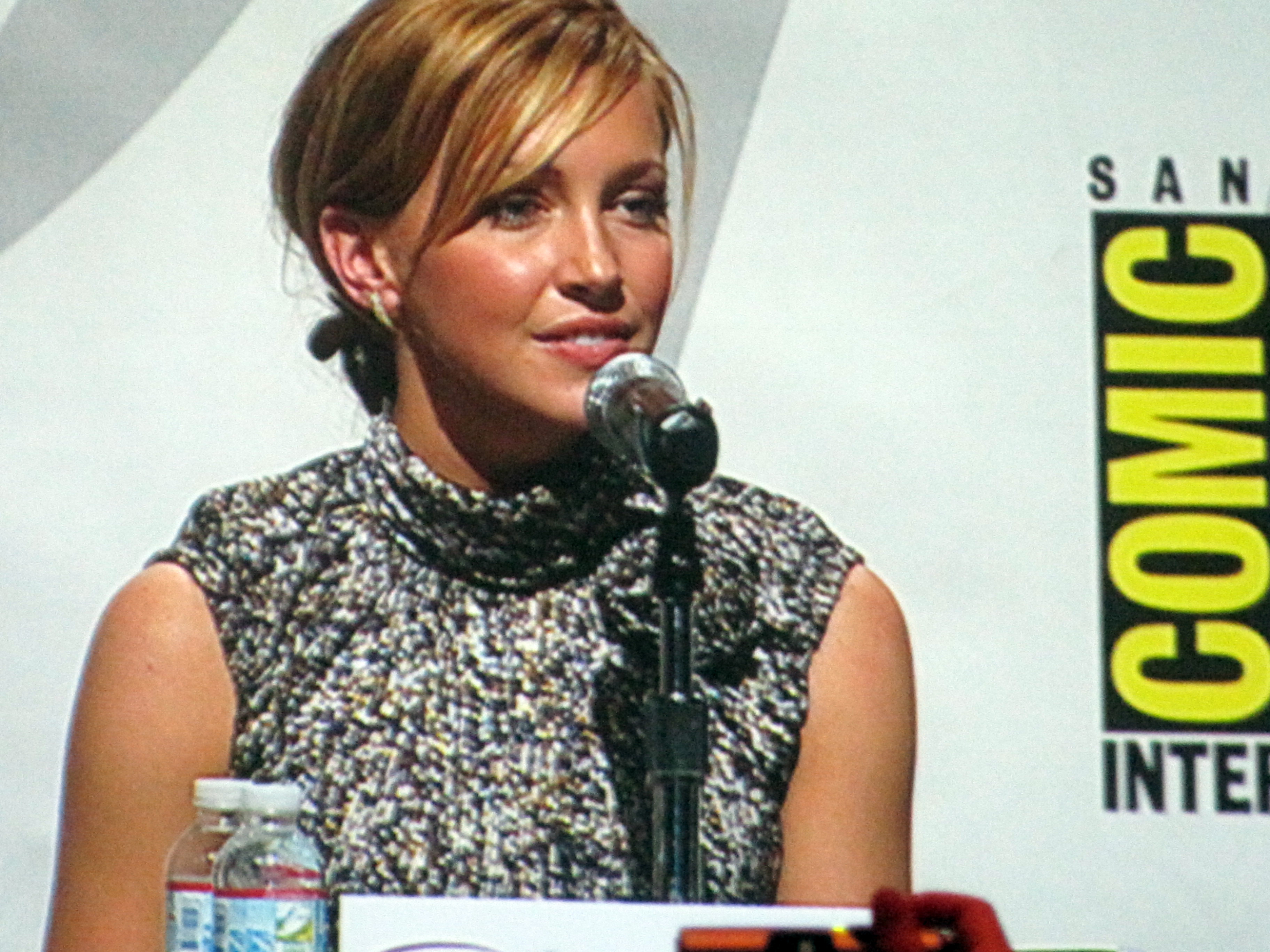
Katie Cassidy

Per la terza stagione gli autori decisero di creare il personaggio di Ruby, un demone alleato ai fratelli Winchester. Il network The CW richiese che venisse aggiunto al cast un altro personaggio femminile, così gli autori decisero che Bela Talbot, un'egocentrica ladra inglese di oggetti occulti che sarebbe dovuta apparire solo in pochi episodi, diventasse un personaggio regolare. Katie Cassidy e Lauren Cohan vennero quindi ingaggiate rispettivamente per i ruoli di Ruby e Bela, nonostante avessero fatto i provini l'una per l'altro personaggio. Entrambe le attrici, che apparirono in sei episodi ciascuno, vennero accreditate come protagoniste. Alla fine della stagione il personaggio di Bela venne fatto uccidere, per responso negativo da parte dei fan, mentre a Cassidy non venne rinnovato il contratto per motivi di budget. Per la quarta stagione vennero fatti nuovi provini per il personaggio di Ruby, e l'attrice Genevieve Cortese venne assunta per la parte fino alla morte del personaggio alla fine della quarta stagione.
Volendo portare nella serie la mitologia cristiana gli autori crearono l'angelo Castiel. Poiché Kripke volle tenere l'introduzione delle figure degli angeli segreta, durante i provini il personaggio venne descritto come demone. Misha Collins ottenne il ruolo e debuttò nella serie nel primo episodio della quarta stagione, divenendo un alleato dei protagonisti. Il personaggio doveva inizialmente apparire in un arco di soli sei episodi, ma il ruolo venne poi ampliato. Collins venne promosso a protagonista con la quinta stagione, grazie a un ottimo responso da parte dei fan e della critica. Nel maggio 2011 venne annunciato che l'attore avrebbe partecipato alla settima stagione solo come guest star, apparendo in un numero limitato di episodi, per poi tornare a essere un personaggio fisso nell'ottava e nella nona stagione.

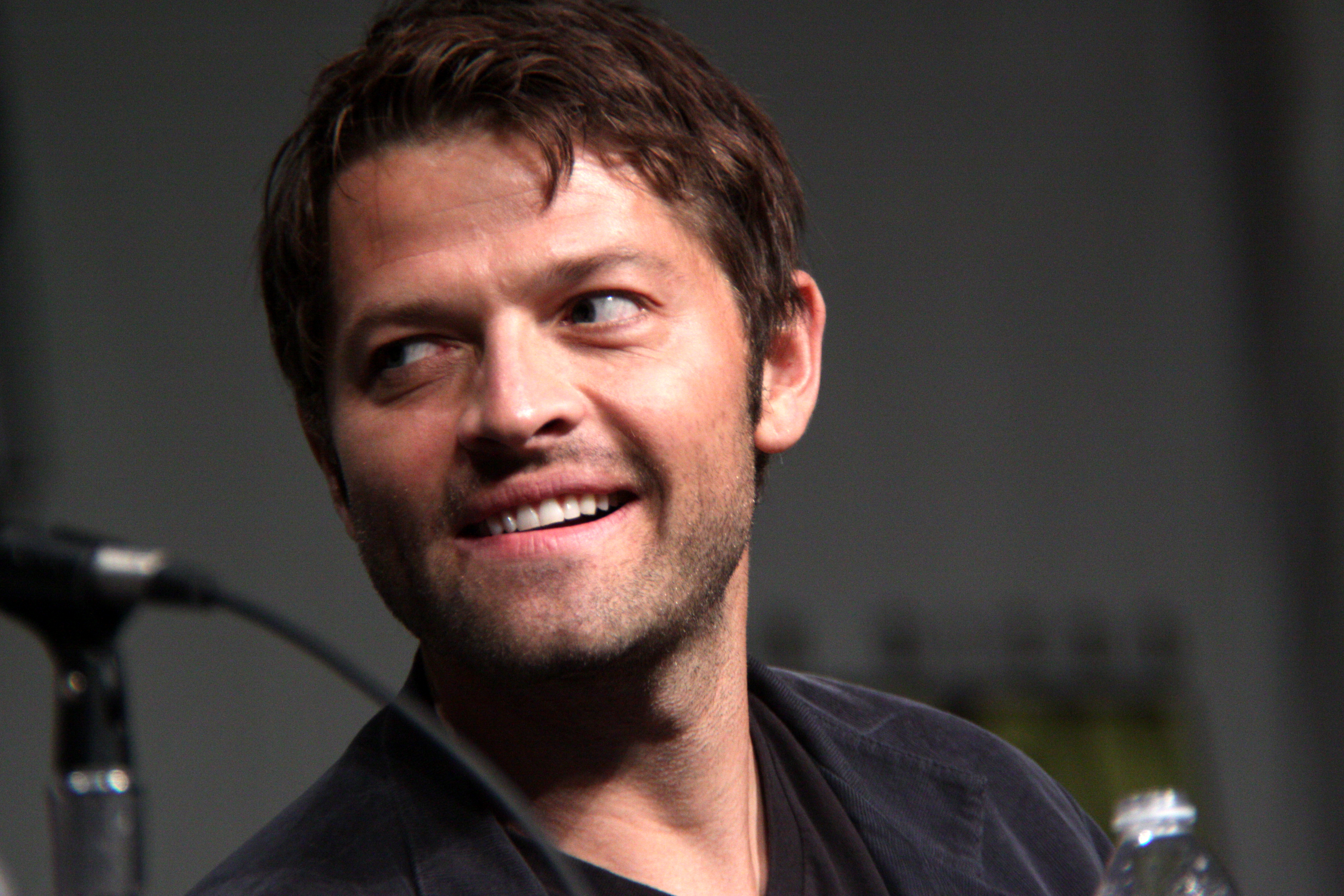
Misha Collins

Insieme a Castiel vennero introdotti: Uriel, interpretato da Robert Wisdom, un angelo che appoggia segretamente il piano di Lucifero; l'angelo decaduto Anna Milton, interpretata da Julie McNiven; e Zaccaria, interpretato da Kurt Fuller, il superiore di Castiel, un angelo che spera di riuscire a scatenare l'Apocalisse allo scopo di portare il Paradiso in Terra. Il personaggio interpretato da Robert Wisdom venne presto ucciso, mentre McNiven e Fuller continuarono a lavorare per la serie anche nella quinta stagione, quando al cast si unì Mark Pellegrino nella parte di Lucifero. Pellegrino era stato precedentemente escluso per la parte di Castiel, e ottenne il ruolo di Lucifero senza audizione. Successivamente anche il personaggio di McNiven venne ucciso, insieme alle Harvelle. Nella quinta stagione fa inoltre la sua prima apparizione Mark Sheppard nel ruolo del demone Crowley, ricorrente anche dalla sesta alla nona stagione, per poi entrare nel cast principale nella decima.

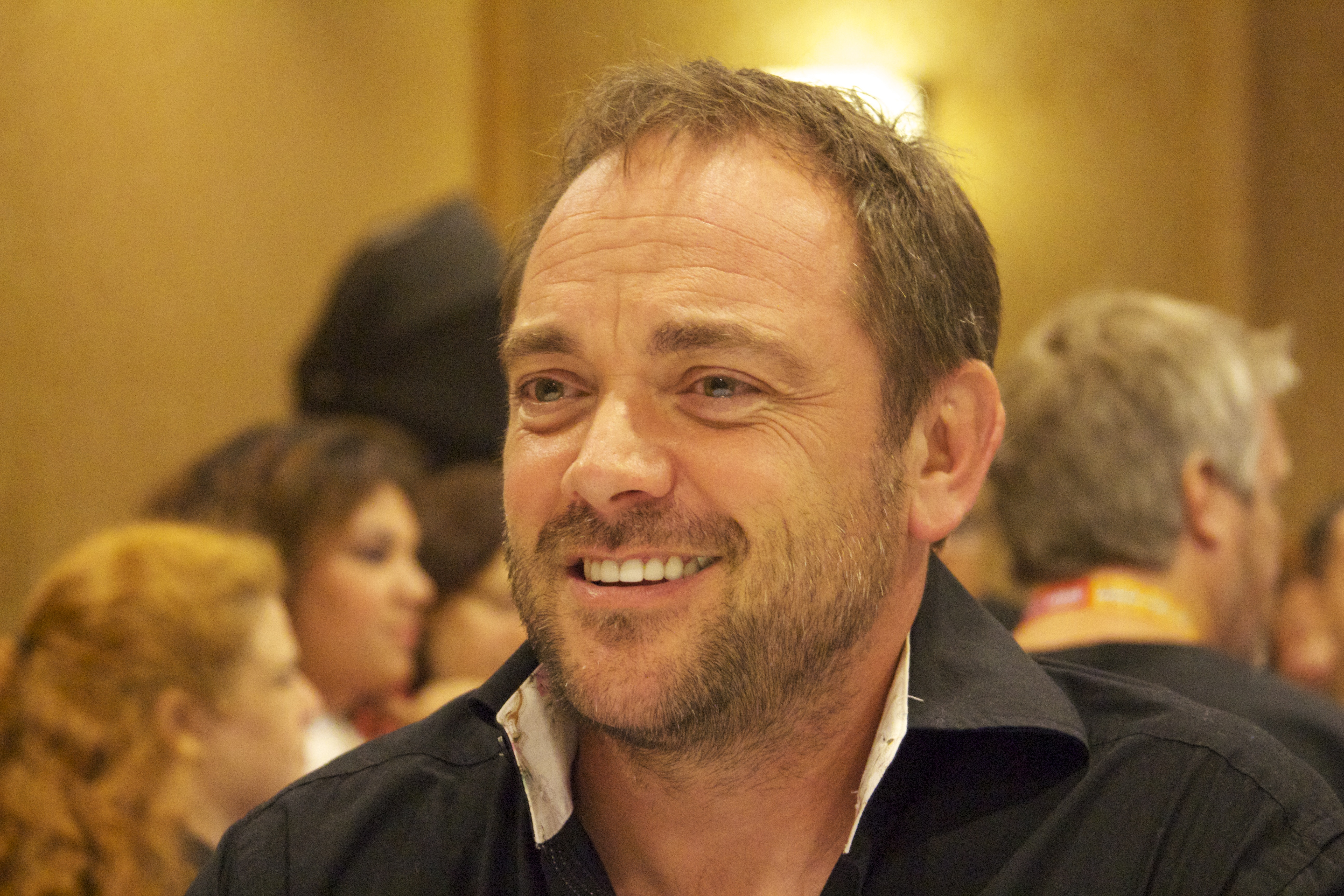
Mark Sheppard

Dopo essere apparso nell'episodio In principio della quarta l'attore Mitch Pileggi tornò nella sesta stagione interpretando nuovamente il nonno materno di Sam e Dean, Samuel Campbell, mentre Corin Nemec interpretò per alcuni episodi suo nipote Christian. Kim Rhodes è apparsa invece nel ruolo dello sceriffo Jody Mills in alcuni episodi della quinta, sesta e settima stagione. Dal momento che la serie si concentra sui due personaggi principali, gli autori si accorsero che gli spettatori avrebbero saputo che, nonostante le numerose scene di pericolo, non sarebbero mai morti veramente. Per mantenere un certo livello di tensione, dunque, gli sceneggiatori crearono appositamente personaggi secondari, che finiscono spesso per essere uccisi.

### Riprese
L'episodio pilota venne girato a Los Angeles ma il luogo ufficiale delle riprese è rimasto Vancouver, in Canada. Anche le riprese di scene particolari sono avvenute nella Columbia Britannica: l'episodio Morte nell'acqua venne filmato al lago Buntzen, mentre il finale di Strane premonizioni sulla diga Cleveland. Altre ambientazioni sono state rimaneggiate per essere riutilizzate due o tre volte: il parco Heritage della città di Burnaby è stato usato come cimitero nell'episodio La nave fantasma e come location per il cottage di Favole assassine. Allo stesso modo, l'ospedale Riverview della città di Coquitlam è stato utilizzato più volte nella serie: come manicomio in La rivolta, come ospedale in Nel momento della morte, e come prigione in Detenzione forzata. Gli episodi ambientati in posti isolati e remoti sono stati spesso girati in una base militare, i cui edifici sono stati abbattuti dopo la chiusura.

### Effetti speciali
Ivan Hayden era a capo degli addetti agli effetti speciali e ha lavorato a più livelli con lo staff di produzione. Durante la fase di pre-produzione Hayden controllava la sceneggiatura cercando scene in cui fosse probabile l'uso di effetti speciali. Successivamente venivano contattati gli autori, il dipartimento stuntmen e infine il regista e gli editori. Il dipartimento degli effetti speciali aveva inoltre il compito di dare alle creature soprannaturali una forma e delle caratteristiche favorevoli al loro lavoro, ma compatibili con la mitologia da seguire.

### Colonna sonora
Per Supernatural venivano generalmente composte partiture per musica orchestrale sintetizzata, ma talvolta sono stati anche utilizzati strumenti come chitarre e violoncelli. Altri particolari strumenti sono stati usati in episodi specifici, come per suonare della musica gospel blues per pianoforte nell'episodio Il guaritore. Due compositori hanno lavorato per la serie: Christopher Lennertz e Jay Gruska. Essendo in due e lavorando separatamente, hanno avuto più tempo per comporre le partiture, che solitamente corrispondono a 30 dei 40 minuti di un episodio. Spesso basavano la musica sugli effetti visivi: nell'episodio Morte nell'acqua, per esempio, vennero usate note ripetitive e dissonanti, mentre nel testo delle canzoni parole come acqua e morte erano seguite da beccheggi simili a gorgoglii. Venivano usate le stesse musiche nelle scene in cui appaiono i fratelli o il loro padre, mentre solitamente la musica di un terzo di ciascun episodio venne scritta appositamente a seconda della mitologia.
Un altro importante aspetto è l'uso di musica rock classico, che il network accettò d'includere nelle serie solo quando Kripke minacciò di dimettersi. La maggior parte delle canzoni fanno parte della collezione personale di Kripke, nonostante alcune sue band preferite, come i Led Zeppelin, vennero scartate perché troppo costose. In compenso, alcuni episodi riprendono nel titolo canzoni dei Led Zeppelin. In più di un'occasione sono state inserite musiche dei Blue Öyster Cult e degli AC/DC. Nonostante Kripke preferisca mantenere separate le canzoni rock dalle musiche originali della serie, Lennertz e Gruska hanno spesso dovuto comporre brevi sezioni di musica rock per coprire buchi di 15-20 secondi tra un brano e l'altro.

## Oggetti e luoghi ricorrenti

### Impala
La Chevrolet Impala nera del 1967 è il principale mezzo di trasporto di cui si servono i fratelli Winchester ed è stata lasciata loro in eredità dal padre John, che la comprò nel 1973 quando Dean, mandato nel passato da Castiel, lo convinse a comprarla al posto di un furgone Volkswagen. Dean stesso è colui che la guida nella quasi totalità dei casi e il suo principale manutentore (occasionalmente è intervenuto anche Bobby per ripararla): è particolarmente affezionato alla vettura, tanto da averla soprannominata "Baby", e solo in rare occasioni lascia che sia Sam a guidare. Nel portaoggetti della vettura sono conservate alcune vecchie musicassette di John, che anche Dean ascolta, di artisti come Metallica, Led Zeppelin e Motorhead; nel periodo in cui Dean si trova all'Inferno, Sam ne modifica l'impianto audio collegandolo a un iPod in cui sono conservate canzoni di tutt'altro genere.
Alla morte di Mary, quando John diventa un cacciatore, egli ne riempie il doppio fondo del bagagliaio con ogni tipo di arma contro il soprannaturale. Inizialmente la targa della vettura è KAZ 2Y5 (un riferimento allo stato del Kansas, nel quale sono nati i fratelli, e al 2005, anno in cui è iniziata la serie), mentre dalla seconda stagione è stata cambiata in CNK 80Q3 poiché quella vecchia era stata registrata dall'FBI. Riguardo alla decisione di inserirla nello show Kripke dichiarò: «Ci siamo detti che è come un moderno Western americano: due pistoleri arrivano in città, combattono i cattivi, baciano la fanciulla di turno e cavalcano via verso il tramonto. Sin dall'inizio è stato chiaro che se fossero stati dei cowboy avrebbero avuto bisogno di un degno destriero».

### Colt
Si tratta di un revolver modello Colt Paterson 1836 creato da Samuel Colt per un cacciatore nella notte del 1835 in cui passò sopra la sua abitazione la cometa di Halley; lungo la canna è riportato, in latino, un verso dei Salmi (23:4 Non timebo mala, "non temerò alcun male"), mentre sull'impugnatura è inciso un pentacolo. Secondo la leggenda questa pistola può uccidere qualunque cosa, incluse le creature sovrannaturali, e può aprire una delle porte dell'Inferno.
Erano stati usati sei dei tredici proiettili originali prima che l'arma finisse nelle mani di un cacciatore di nome Daniel Elkins e, investigando sulla sua morte, i Winchester incontrano un nido di vampiri che ne sono entrati in possesso; essi la scambiano per un loro compagno preso in ostaggio da John, il quale poi la consegna ad Azazel in cambio della vita del figlio Dean. Alla fine della seconda stagione l'ultimo proiettile originale viene usato proprio da quest'ultimo per uccidere il demone con gli occhi gialli.
Ruby, successivamente, aiuterà Bobby a costruire alcuni proiettili adattabili alla pistola attraverso un particolare rituale (consistente nel rivestire un proiettile d'argento con una mistura di olio sacro, salvia e mirra per poi pronunciare per due volte la frase Signum est imitandum, "si deve imitare il segno"); verso la fine della terza stagione, tuttavia, Bela la ruba e la consegna a Lilith affinché il demone annulli il patto che avevano stretto dieci anni prima.
La Colt torna poi nella quinta stagione quando Crowley la consegna ai Winchester e Dean la usa per tentare di uccidere Lucifero, che però si rivela essere immune a essa: nell'occasione il diavolo afferma di essere una delle sole "quattro o cinque cose nell'intero Universo" a poterle sopravvivere.
L'arma si rivedrà poi nella sesta stagione, quando Dean e Sam tornano ai tempi del Far West per incontrare Samuel Colt e farsela consegnare per uccidere una fenice; una volta compiuta l'impresa la lasciano nel passato.
Nella dodicesima stagione si scopre che Crowley, prima di diventare re dell'Inferno, l'aveva offerta in dono al principe infernale Ramiel; Mary Winchester la ruba su commissione degli Uomini di lettere inglesi e Sam la utilizzerà per uccidere l'Alfa dei vampiri. Nelle battute finali della stagione un altro principe infernale, Dagon, la manda in pezzi dopo che Dean aveva tentato di ucciderla con essa, ma Sam riesce a recuperarli sebbene si dica dubbioso sulla possibilità di rimetterla in sesto.

### Roadhouse
Apparsa per la prima volta nella seconda stagione, la Roadhouse è un pub per cacciatori gestito da Ellen e dalla figlia Jo e in cui vive anche Ash. Sempre nella seconda stagione Dean e Bobby scoprono che la Roadhouse è stata data alle fiamme da Azazel e che le uniche sopravvissute sono Ellen e Jo. Kripke affermò che odiava la Roadhouse e dunque gli autori decisero di distruggerla: «Non può funzionare in un road show, perché è un road show! Ma abbiamo una casa fissa. No, è questo il punto: è un road show, quindi non c'è dimora fissa! Quindi, bruciamola!».

### Pugnale Curdo
Compare per la prima volta nella terza stagione quando Ruby lo consegna ai Winchester e ha la capacità di uccidere i demoni. Dean e Sam ne faranno sempre uso e anche la stessa Ruby finisce per morire per mano di Dean a causa del coltello; Bobby, nel primo episodio della quinta stagione, è riuscito e liberarsi dal controllo di un demone ferendosi alla gamba con esso. Il pugnale non sortisce tuttavia effetti letali contro demoni di grandi poteri come Crowley, Abaddon o Caino.

### Anelli dei Cavalieri
Sono gli anelli appartenenti uno ciascuno ai Quattro Cavalieri dell'Apocalisse: la quinta stagione si incentra sulla loro ricerca poiché essi, quando vengono riuniti, permettono di aprire la gabbia di Lucifero e infatti i Winchester li useranno per intrappolarvi Michele e il diavolo. Solo poche e particolarmente potenti entità si sono dimostrate in grado di superare il loro sigillo: Crowley, dopo essere divenuto Re degli Inferi, riesce a riportare indietro Sam, così come Castiel dopo essere divenuto un serafino, mentre Morte riesce a recuperare dal suo interno l'anima del minore dei Winchester. Dei quattro cavalieri solo Morte è in grado di usare i suoi poteri anche se privato dell'anello.

### Parola di Dio
Sono delle tavolette di pietra scritte da Metatron sotto dettatura di Dio in enochiano, la lingua angelica. Sono tre in tutto e servono principalmente a confinare delle specifiche creature sovrannaturali nei loro piani dimensionali (i Leviatani in Purgatorio, gli angeli in Paradiso e i demoni all'Inferno), ma nel loro testo sembrano essere presenti anche particolari e potenti incantesimi, specie nelle ultime due. Le tavole possono essere lette solo da Metatron o da un profeta e se si spezzano possono essere ricomposte da un profeta semplicemente riunendo i vari frammenti.

### Prima Lama
Al pari della Colt la Prima Lama è sicuramente una delle armi più potenti comparse nella serie: apparentemente sembra capace di uccidere qualunque cosa ed è l'unica arma capace di uccidere i Cavalieri dell'Inferno. Il primo possessore dell'arma è stato Caino, che l'ha creata usando l'osso della mandibola di un asino e la usò per uccidere suo fratello Abele e successivamente anche i Cavalieri. La Lama in realtà non ha alcun potere di per sé in quanto la fonte del suo potere deriva dal Marchio di Caino, che contiene racchiusa in sé l'essenza dell'Oscurità: essi, infatti, agiscono come se fossero una cosa sola. Nella nona stagione Caino passa a Dean il marchio e il cacciatore si servirà della Lama, che era conservata nella collezione privata di un uomo di lettere cacciato dall'ordine, per uccidere Abaddon e lo stesso Caino. La Lama perde tutto il suo potere quando Castiel, Crowley e Rowena, al termine della decima stagione, distruggono il Marchio impresso su Dean con un incantesimo, togliendo quindi all'arma la fonte del suo potere; successivamente Castiel la nasconderà in modo che nessuno possa mai più ritrovarla.

### Mano di Dio
Si tratta di alcuni oggetti dotati di un frammento del potere di Dio perché sono stati da Lui toccati: nell'undicesima stagione i Winchester si mettono alla loro ricerca per cercare di fermare Amara. Ne sono comparsi solo tre: un frammento dell'Arca dell'Alleanza, la verga di Aronne e il corno di Giosuè. Le Mani di Dio conferiscono effettivamente un grande potere, ma dopo un solo utilizzo esso si consuma per sempre; inoltre, anche se usate da esseri potenti come Lucifero, non sono in grado di pareggiare il potere di Dio stesso o di Amara.

### Libro dei Dannati
Si tratta di uno dei più antichi manuali di stregoneria mai creati dall'uomo ed è stato scritto da una suora del Medioevo usando come pagine la sua stessa pelle e come inchiostro il suo sangue. Il libro compare per la prima volta nella decima stagione, quando Charlie riesce a rubarlo in Spagna e lo porta ai Winchester sperando che se ne possano servire per eliminare il Marchio di Caino. Il libro contiene potentissimi incantesimi di magia nera ma deve essere interpretato tramite l'apposito codice: per questo può essere usato solo da streghe potenti ed esperte come Rowena.

### Bunker degli Uomini di lettere
Il bunker degli Uomini di lettere si trova a Lebanon, nel Kansas, e compare per la prima volta nell'ottava stagione. Costituiva il centro nevralgico degli Uomini di lettere negli Stati Uniti e, in quanto tale, possiede una sconfinata riserva di manuali e archivi sul sovrannaturale, armi e materiale da sopravvivenza; è inoltre protetto da vari incantesimi che lo rendono inaccessibile a angeli o demoni comuni. Presenta diverse stanze, un garage per i mezzi di trasporto fornito di officina e apparecchi tecnologici parecchio all'avanguardia rispetto al suo periodo di costruzione. La chiave per accedervi, passata di generazione in generazione tra i letterati, giunge nel 1958 nelle mani di Henry Winchester e quest'ultimo, per mettere in salvo da Abaddon la conoscenza a cui si può accedere, compie un viaggio nel futuro e la consegna ai nipoti, Sam e Dean, che da quel momento in avanti lo useranno come quartier generale e casa.

### Lama dell'Arcangelo
Apparsa per la prima volta come falso nella quinta stagione e poi nella tredicesima, costituisce l'unica arma a oggi nota in grado di uccidere un arcangelo se impugnata da uno di essi o da un loro tramite; è comunque un'arma temibile in quanto Ketch, con essa, ha ucciso un demone della scorta di Asmodeus. È simile alle normali lame angeliche ma più spiraleggiante e dorata. Nella quattordicesima stagione si scopre che essa uccide solo l'arcangelo e non il suo tramite.

## Distribuzione

### Programmazione televisiva
La prima stagione andò in onda dal 13 settembre 2005 al 4 maggio 2006 sul network The WB. Lo stesso anno il network venne chiuso e la serie venne inserita nel palinsesto della The CW, creatasi dall'unione di WB e UPN. La seconda stagione andò in onda di giovedì dal 28 settembre 2006 al 17 maggio 2007, mentre la terza, composta da soli 16 episodi a causa dello sciopero degli sceneggiatori, andò in onda di martedì dal 4 settembre 2007 al 15 maggio 2008. La quarta e la quinta stagione vennero riproposte nuovamente di giovedì, precedute rispettivamente da Smallville e The Vampire Diaries, e andarono in onda rispettivamente dal 18 settembre 2008 al 14 maggio 2009 e dal 10 settembre 2009 al 13 maggio 2010. La sesta e settima stagione sono andate in onda di venerdì rispettivamente dal 24 settembre 2010 al 20 maggio 2011 e dal 23 settembre 2011 al 18 maggio 2012. L'ottava stagione è andata in onda il mercoledì dal 3 ottobre 2012 al 15 maggio 2013. La nona stagione è andata in onda dall'8 ottobre 2013 al 20 maggio 2014, mentre la decima è andata in onda dal 7 ottobre dello stesso anno al 20 maggio 2015.
L'11 gennaio 2015 è stata rinnovata per l'undicesima stagione, trasmessa dal 7 ottobre 2015, mentre l'11 marzo 2016 è stata confermata anche una dodicesima stagione.

#### Trasmissione internazionale
In Italia la serie è stata proposta in prima visione assoluta da Rai 2. La prima stagione andò in onda con quasi due anni di ritardo rispetto alla programmazione originale, dal 13 febbraio al 3 luglio 2007; la seconda stagione, sulla stessa emittente, venne trasmessa dal 24 giugno al 9 settembre 2008, e così via con la terza dal 21 luglio all'8 settembre 2009, la quarta dal 5 luglio al 30 agosto 2010, la quinta dal 1º giugno al 7 settembre 2011, la sesta dal 28 maggio al 4 settembre 2012 e la settima dal 5 giugno al 29 agosto 2013. Con l'ottava stagione, dall'8 gennaio 2015, la messa in onda passa a Rai 4.

### Edizioni home video
| Stagione | Contenuti extra | Data di uscita USA | Data di uscita Italia |
| -------- | --- | ------------------ | --------------------- |
| 1        | - Un giorno nella vita di Jared e Jensen - Racconti ai confini dell'oscurità - Gag - Galleria fotografica - Brividi soprannaturali per il PC | 5 settembre 2006   | 25 settembre 2007     |
| 2        | - Scene tagliate e non andate in onda - Documentario: "The Episode From Hell: The Making of 2x22 "All Hell Beaks Loose" Parte 2" - Documentario: "The Devil's Road Map" - Gag - Web-episodi dedicati alla serie - Commento audio all'episodio 2x01 "In my Time of Dying" - Il provino di Jared Padalecki per il telefilm                                                          | 11 settembre 2007  | -                     |
| 3        | - Dalle Leggende alla Realtà e gli Effetti Soprannaturali - Documentario: "Uno sguardo all'interno della Chrevolet Impala del 1967" - Ghostfacers - Gag - Specifiche sulle scene | 2 settembre 2008   | -                     |
| 4        | - La mitologia del Paradiso e dell'Inferno - Scene tagliate degli episodi - Gag - Extra sul regista e produttore Kim Manners | 1º settembre 2009  | -                     |
| 5        | - Gag - Supernatural: La guida alla sopravvivenza dall'Apocalisse - Commento all'episodio 5x04 - Web-Series Spin Off di 10 episodi dedicata ai Ghostfacers | 7 settembre 2010   | -                     |
| 6        | - I produttori esecutivi Robert Singer, Sera Gamble e Ben Edlund commentano l'episodio 6x09 - Un giorno di riprese, commento di Jensen Ackles - Gag - Scene tagliate inedite da diversi episodi - Supernatural e le domande sull'Anima - Commenti audio di Sera Gamble, Bob Singer e Ben Edlund all'episodio 6x09 e 6x15 - Guida della sesta stagione - Trivia sull'episodio 6x15 | 13 settembre 2011  | -                     |
| 7        | - La direzione della Settima stagione, i discorsi dei registi a proposito delle opportunità di cambiamento della direzione di Supernatural - I commenti video di 3 episodi - Gag - Scene tagliate e inedite di diversi episodi - Washboards & Tommy Gunns ripercorrono l'episodio 7x12                                                                                            | 18 settembre 2012  | -                     |
| 8        | - Commenti da parte dei produttori esecutivi dello show - Featurette intitolate: 'Raiders of the Lost Tablets', 'The Story of Castiel', e 'Lost & Found' - Gag - Scene tagliate e inedite di diversi episodi - Speciali: Scoprire Supernatural, Per la difesa del genere umano, Angelo guerriero                                                                                  | 10 settembre 2013  | -                     |
| 9        | - Gli Uomini di Lettere - una serie di contenuti speciali - Panel del Comic-Con del 2013 - Gag - Scene tagliate e inedite di diversi episodi - Commentari dei produttori/registi - Dietro le quinte di "Supernatural": la prospettiva di un fan | 9 settembre 2014   | -                     |
| 10       | - A Very Special Supernatural Special - Speciale 200º episodio della serie - Gag - La mitologia dei Winchester: combattendo il Marchio e la Lama - Supernatural Fans - Supernatural Comic Con 2014 - Tre audio-commenti dei produttori/registi - Scene cancellate | 8 settembre 2015   | -                     |

## Accoglienza

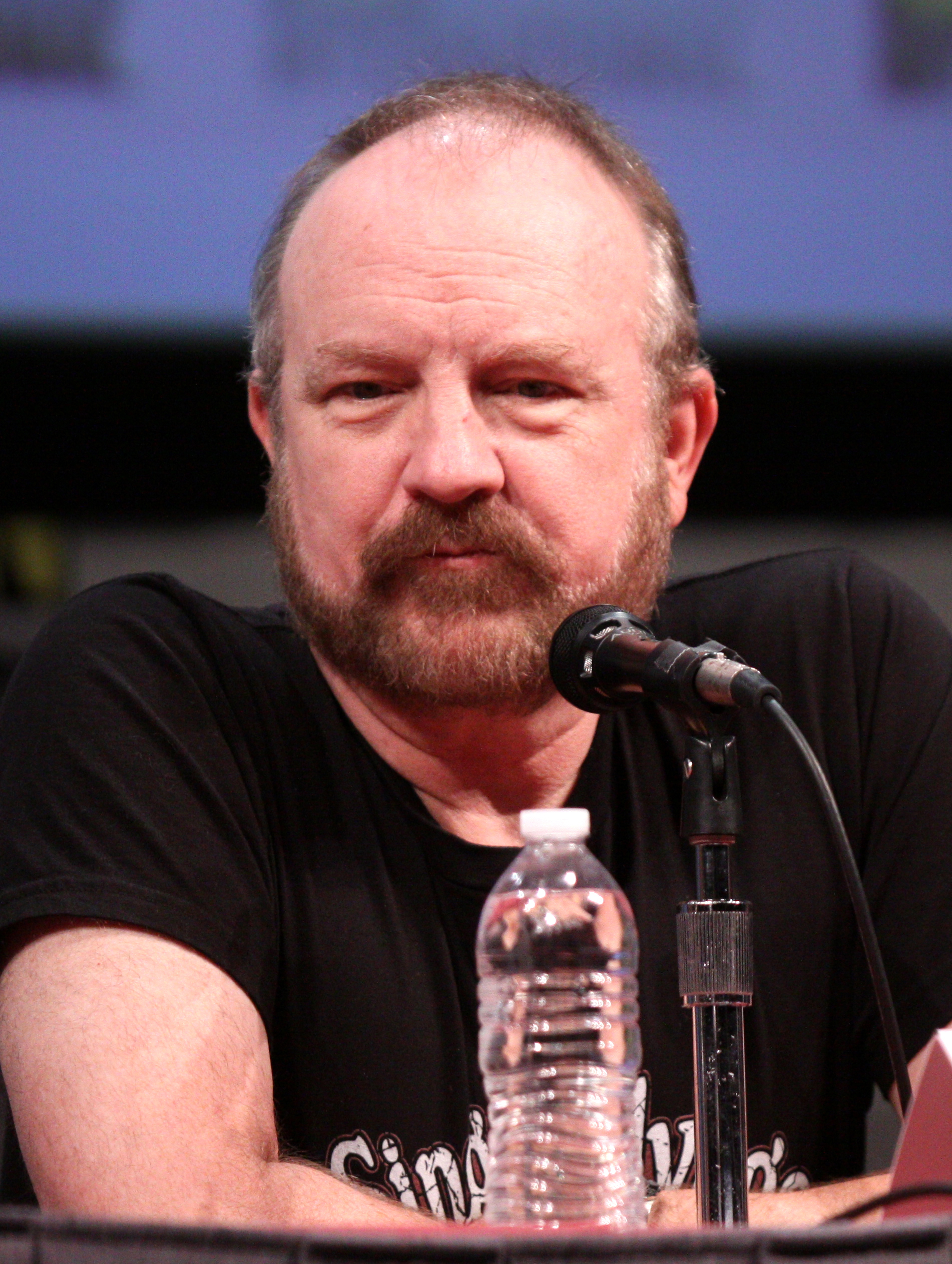
Jim Beaver (Bobby Singer) è stato lodato universalmente dalla critica e dal pubblico.

Tanner Stransky di Entertainment Weekly si è dichiarato colpito dalla prima stagione della serie, premiandola con una B e definendola «un appuntamento settimanale con un piacevole film horror». Jeff Swindoll di Monsters and Critics ha confessato di avere «davvero ammirato» la prima stagione della serie, e ha sottolineato come elemento di forza «l'orrido contesto e la fraterna alchimia dei due protagonisti». Ha concluso che la stagione esordiente si chiude «con un tocco di suspense». Swindoll ha riposto la sua attenzione anche sulla seconda stagione, scrivendone: «procede alla grande, sempre grazie alla piacevole sintonia di Padalecki e Ackles», e ha percepito che la nuova stagione si focalizza sempre più sulla mitologia della serie. Stando alle rivelazioni del Sergente delle Forze Speciali, Kevin Wise, scaturite in una convention di Supernatural nel 2007, i DVD più richiesti dal personale delle forze armate in Iraq e Afghanistan erano le prime due stagioni della serie.
Swindoll, appassionato fan della serie, ha lodato anche la terza stagione, scrivendo: «Eric Kripke deve avere venduto la sua anima al diavolo per permettere che il programma non patisse un crollo». Il critico ha accresciuto il suo entusiasmo per la presenza di Bobby Singer (Jim Beaver), associandolo al personaggio di Cooter in Hazzard. Daniel Bettridge di Den of Geek! ha criticato la debolezza della sceneggiatura che ha dato l'impressione di ostacolare la serie, con molti casi lasciati irrisolti e un finale «alquanto affrettato». Inoltre l'impressione dello scrittore era che personaggi appena introdotti, Ruby (Katie Cassidy) e Bela (Lauren Cohan) fossero rimasti «deludentemente inesplorati e inneficacemente adoperati». Diana Steenbergen di IGN ha invece gradito la presenza di un arco di storia piuttosto lungo nella serie con l'accordo infernale di Dean, ma ha intuito che gli spettatori sarebbero stati a conoscenza che il patto non sarebbe stato risolto prima del finale.
Un'altra autrice della rivista Monsters and Critics, June L., ha ripreso le recensioni positive precedenti, trovando che anche la quarta stagione «si mantiene intrigante e divertente, permettendo agli spettatori di meditare in maniera più attenta in una sorta di analisi filosofica sulla natura del bene e del male». Steenbergen ha scritto che in questa stagione la serie raggiunge una fase di transizione, dall'essere «un telefilm abbastanza valido all'essere un telefilm piuttosto insigne». Ha mosso un sentito elogio nei confronti dell'interpretazione di Misha Collins nelle vesti dell'angelo Castiel e ha scritto che le interazioni tra lui e Dean sono «uno dei momenti più suggestivi della serie». Poco prima che la quinta stagione venisse promossa, Rolling Stone ha fatto spazio alla serie nella lista dei "50 migliori motivi per guardare la TV" e ha definito i fratelli protagonisti, Sam e Dean Winchester i «Bo e Luke Duke a caccia di demoni».
Maureen Ryan del Chicago Tribune ha inserito Supernatural nella classifica delle dieci migliori serie del 2009, scrivendo: «l'artigianalissima serie televisiva quest'anno si è confermata più audace e creativa, inventandosi episodi più divertenti e innovativi e assumendosi dei rischi nel narrare».

## Riconoscimenti
Di seguito la lista dei riconoscimenti:

### Vinti
- 2010 - People's Choice Awards
  - Miglior serie televisiva fantascientifica
- 2010 - Young Artist Awards
  - Miglior giovane attore tredicenne o di età inferiore non protagonista in una serie televisiva a Colin Ford
- 2012 - People's Choice Awards
  - Miglior serie televisiva drammatica
  - Miglior serie televisiva sci-fi/fantasy
- 2013 - People's Choice Awards
  - Miglior serie televisiva sci-fi/fantasy
  - Miglior fan following televisivo (SPNFamily)
- 2014 - People's Choice Awards
  - Miglior Bromance in una serie televisiva a Jared Padalecki, Jensen Ackles e Misha Collins
- 2015 - People's Choice Awards
  - Miglior attore in una serie fantascientifica a Misha Collins

### Candidature
- 2006 - Premio Emmy
  - Miglior montaggio sonoro in una serie televisiva per l'episodio La caccia ha inizio
  - Miglior colonna sonora drammatica originale per l'episodio La caccia ha inizio a Christopher Lennertz
- 2006 - Saturn Award
  - Miglior serie televisiva trasmessa da una rete
- 2006 - Teen Choice Awards
  - Miglior serie televisiva esordiente
  - Miglior attore televisivo esordiente a Jensen Ackles
- 2006 - Golden Reel Award
  - Miglior montaggio sonoro in un episodio televisivo per l'episodio La caccia ha inizio
- 2007 - Teen Choice Awards
  - Miglior attore televisivo drammatico a Jared Padalecki
- 2007 - Young Artist Awards
  - Miglior giovane attore non protagonista in una serie televisiva drammatica o comica a Colby Paul
- 2007 - Golden Reel Award
  - Miglior montaggio sonoro in un episodio televisivo per l'episodio Una città da salvare
- 2008 - Premio Emmy
  - Miglior montaggio sonoro in una serie televisiva per l'episodio Le leggi della guerra
- 2008 - Saturn Award
  - Miglior serie televisiva trasmessa da una rete

- 2008 - Young Artist Awards
  - Miglior giovane attrice non protagonista in una serie televisiva a Conchita Campbell per l'episodio La casa delle bambole
  - Miglior giovane attore non protagonista in una serie televisiva a Nicholas Elia per l'episodio Il mistero di Morning Hill
- 2008 - Leo Award
  - Miglior performance femminile secondaria in una serie drammatica a Jessica Harmon per l'episodio Scontro tra prescelti (prima parte)
- 2008 - Golden Reel Award
  - Miglior montaggio sonoro negli effetti sonori in una serie televisiva per l'episodio Scontro tra prescelti (seconda parte)
- 2009 - Saturn Award
  - Miglior serie televisiva trasmessa da una rete
- 2009 - GLAAD Media Award
  - Miglior episodio di una serie televisiva (senza un personaggio omosessuale regolare) per l'episodio Ghostfacers
- 2009 - Leo Award
  - Miglior performance femminile secondaria in una serie drammatica a Mandy Playdon per l'episodio Resti di famiglia
- 2009 - People's Choice Award
  - Miglior serie televisiva fantascientifica
- 2010 - GLAAD Media Award
  - Miglior episodio di una serie televisiva (senza un personaggio omosessuale regolare) per l'episodio I veri acchiappafantasmi
- 2010 - Young Artist Awards
  - Best Performance in a TV Series - Guest Starring Young Actor 13 and Under a Cainan Wiebe
  - Best Performance in a TV Series - Guest Starring Young Actress a Dalila Bela
- 2014 - People's Choice Awards
  - Miglior serie televisiva fantascientifica
  - Miglior attore in una serie fantascientifica a Jared Padalecki
  - Miglior attore in una serie fantascientifiva a Jensen Ackles
- 2015 - People's Choice Awards
  - Miglior duo a Jared Padalecki e Jensen Ackles

## Opere correlate

### Libri
A oggi sono stati realizzati 23 libri basati sulla serie televisiva che riempiono gli spazi tra gli episodi e rispondono ad alcune domande alle quali la serie non ha risposto, oltre a fornire informazioni sulla tradizione del mondo di Supernatural.

### Fumetti
A partire dal 2007 sono state pubblicate quattro miniserie a fumetti sotto l'etichetta WildStorm della DC Comics, concepite come prequel degli eventi della serie televisiva.
Supernatural: Origins, pubblicata nel 2007, segue la vita di John Winchester nei primi anni di caccia, con a carico i due figli ancora piccoli. Supernatural: Rising Son, pubblicata nel 2008, ha invece come protagonista un giovane Dean Winchester che inizia a seguire le orme del padre. Diversamente da Origin, a Erik Kripke non venne permesso di seguire la produzione del secondo fumetto. Supernatural: Beginning's End, pubblicata nel 2010, narra degli eventi che portarono Sam Winchester a lasciare la famiglia e a iscriversi all'Università di Stanford. Supernatural: The Dogs of Edinburgh, pubblicata tra il 2011 e il 2012, vede come protagonista Sam Winchester che, durante una pausa accademica a Stanford, visita il Regno Unito e si ritrova a combattere forze soprannaturali.
Le prime due miniserie sono state scritte da Peter Johnson, uno dei produttori della serie televisiva; la terza invece è stata scritta dagli sceneggiatori televisivi Andrew Dabb e Daniel Loflin; la quarta invece è stata scritta da Brian Wood.
Sul sesto numero della serie a fumetti Supernatural: Rising Son è presente anche un breve fumetto di quattro pagine scritto da Eric Kripke e Peter Johnson intitolato The Beast With Two Backs. Il fumetto ha come protagonisti i Ghostfacers e prende in giro umoristicamente i fumetti e le serie TV, oltre a Jared Padalecki e Jensen Ackles.

### Ghostfacers
Data la crescente popolarità dei personaggi di Ed Zeddmore e Harry Spangler, Kripke prese in considerazione di produrre uno spin-off dedicato ai Ghostfacers. Si accordò con gli attori A. J. Buckley e Travis Wester, e presto anche con i produttori esecutivi degli studio The CW. Nonostante Kripke avesse annunciato i piani di produzione di una webserie durante il Comic-Con del 2008, la crisi economica tardò l'inizio dei lavori fino al 2009.
La webserie, composta da dieci episodi da tre minuti ciascuno, è stata infine resa fruibile su cwtv.com durante il 2010.

### Supernatural: The Animation
Il 9 giugno 2010 il sito ufficiale giapponese della Warner Bros. ha annunciato una versione anime della serie Supernatural intitolato Supernatural: The Animation, che ha debuttato in Giappone nel gennaio 2011. La serie è prodotta dal famoso studio di animazione giapponese Madhouse.
Per la prima stagione l'anime è composto da 22 episodi; la trama fa riferimento alle prime due stagioni della serie live-action, includendo anche contenuti originali, esplorando l'infanzia dei fratelli Winchester e ampliando alcuni personaggi secondari.

### Spin-off e prequel
Nell'estate del 2013 l'emittente The CW aveva deciso di creare uno spin-off di Supernatural, chiamato Supernatural: Bloodlines, ambientato a Chicago; il cacciatore protagonista della nuova fiction era stato introdotto in un episodio della nona stagione della serie madre. Nathaniel Buzolic e Lucien Laviscount erano stati i primi a entrare nel cast dello spin-off nei ruoli di David Hayden, un mutaforma, ed Ennis Roth, una recluta dell'accademia di polizia che diventa il cacciatore della serie; si era poi aggiunto Sean Faris nel ruolo di Julian Durant, un licantropo. Tuttavia, nel maggio del 2014, The CW ha deciso di non portare più avanti il progetto.
Il 21 giugno 2017 The CW annuncia la lavorazione di un secondo spin-off, Wayward Sisters, la cui protagonista sarà un personaggio ricorrente di Supernatural, Jody Mills, interpretata da Kim Rhodes. Il successivo 23 luglio, al San Diego Comic-Con International viene rivelato che nel cast saranno presenti anche Donna Hanscum (Briana Buckmaster), Claire Novak (Kathryn Newton), Alex Jones (Katherine Ramdeen) e Missouri Moseley (Loretta Devine), tutte provenienti dal cast della serie madre; anche Clark Backo prenderà parte al progetto nel nuovo ruolo di Patience Turner, la nipote di Missouri Moseley. Tuttavia, nel maggio 2018, la serie viene cancellata ancor prima di esordire.
Il 24 giugno 2021 è stata annunciato che The CW stava sviluppando la produzione di una serie prequel di Supernatural intitolata The Winchesters e incentrata sui genitori di Sam e Dean, John e Mary. Produttori della serie erano Jensen Ackles, sua moglie Danneel Ackles (che ha interpretato Anael nella serie) e lo scrittore di Supernatural Robbie Thompson. Jensen Ackles riprende anche il suo ruolo di Dean Winchester come narratore. The CW ha ordinato l'episodio pilota il 3 febbraio 2022 ed è stato diretto da Glen Winter. L'11 maggio 2023 The CW ha cancellato la serie dopo una sola stagione.